# Ласнамяэ
Ла́снамяэ (эст. Lasnamäe) — крупнейший по численности населения район (часть города, эст. linnaosa) Таллина, столицы Эстонии. Основан в 1993 году, и своё название получил по горе Ласнамяги, на которой он расположен. По данным Регистра народонаселения, который ведёт Министерство внутренних дел Эстонии, по состоянию на 1 мая 2025 года в Ласнамяэ проживали 118 894 человека.
Архитекторами района, первая планировка которого появилась в 1971 году, были Март Порт, Малле Меэлак, Хуго Сепп, Ирина Рауд и Олег Жемчугов.
Район является преимущественно русскоязычным, причём доля эстонцев в нём продолжает сокращаться и в постсоветский период. В последние годы в отношении Ласнамяэ эстонцами иногда используется выражение «русское гетто»; иногда Ласнамяэ называют «русским анклавом» Таллина. 
В XX столетии русскоязычные жители дали району название Ласнагорск.

## География и микрорайоны

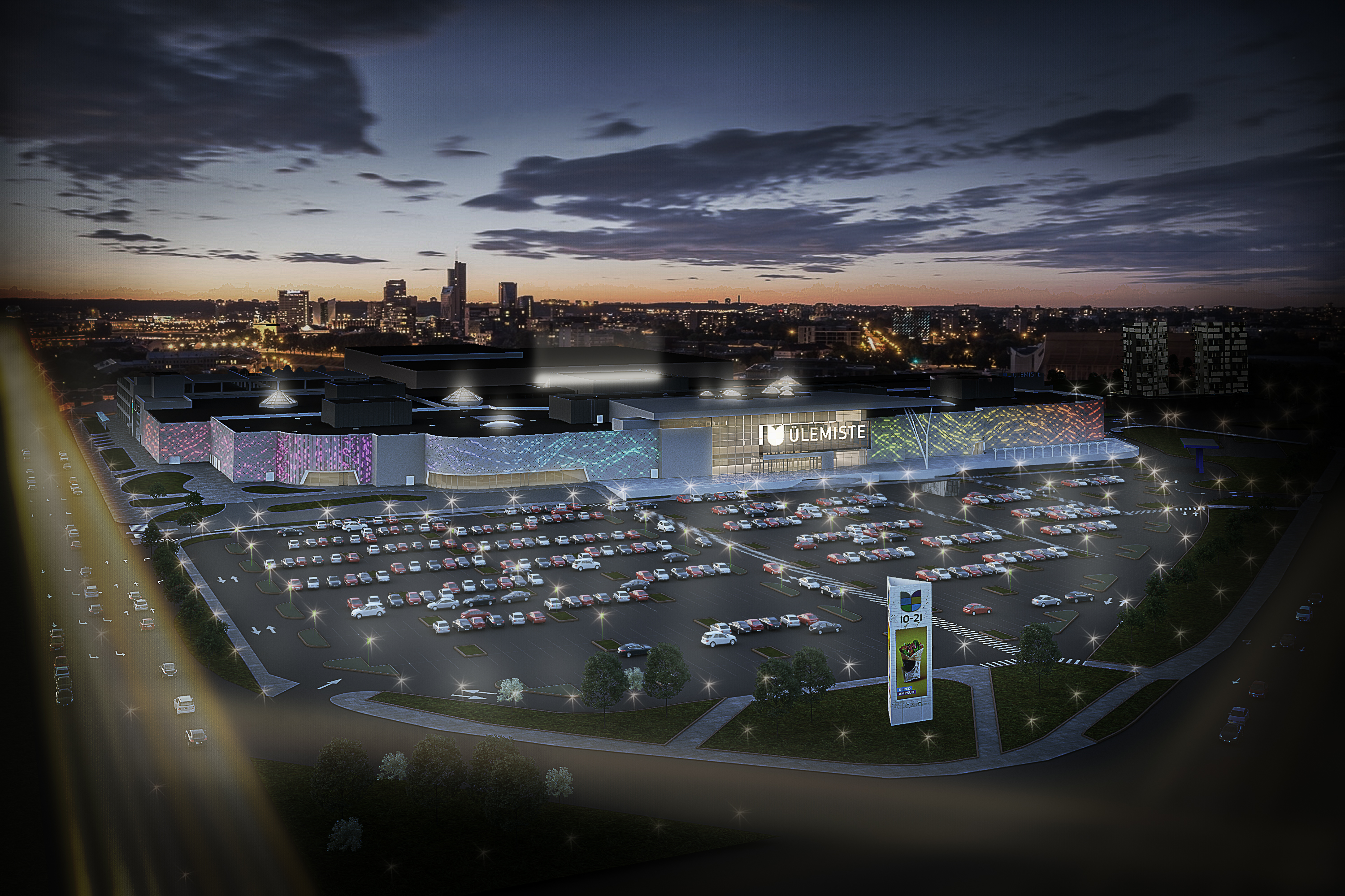
Самый крупный в Эстонии торговый центр —
«Юлемисте» (Ülemiste Keskus)

Ласнамяэ располагается в 2—8 км к востоку от центра города по обе стороны от Петербургского шоссе и состоит из 16 микрорайонов (в скобках указаны номера соответствующих микрорайонов до 1991 года):
1. Вяо,
2. Катлери (VIII),
3. Курепыллу (XI),
4. Куристику (VII),
5. Лаагна (II и III),
6. Лоопеалсе (IX),
7. Мустакиви (IV),
8. Паэ (I),
9. Паэвялья (X),
10. Прийсле (VI),
11. Сели (V),
12. Сикупилли,
13. Сыямяэ,
14. Тондираба (III-A),
15. Ууслинн (XI),
16. Юлемисте.

Граничит с районами Пирита на севере и Кесклинн на западе.
Площадь района по состоянию на 1 января 2024 года — 27,47 км2.
Ласнамяэ можно разделить на две части с разными функциями: с одной стороны — жилые массивы, с другой — промышленно-деловая зона, расположенная между Петербургским шоссе и волостью Раэ и включающая в себя бизнес-парк «Юлемисте Сити» (территория бывшего завода «Двигатель»), окрестности улицы Суур-Сыямяэ и прилегающие к Петербургскому шоссе территории.

## Символика
Герб: на разделённом вдоль пополам серебристо-голубом щите, в противоположных цветах, в верхней части волнистая полоса, в нижней части четырёхконечная звезда.

Флаг: в середине разделённого вдоль пополам прямоугольного полотнища голубого и белого цветов волнистая полоса в противоположных цветах. Соотношение ширины и длины флага 7:11, нормальный размер 105 х 165 см. Высота волнистой части составляет 1/3 ширины флага.
Звезда символизирует широко раскинувшийся над Ласнамяэ огонь Юрьевой ночи, а также до нынешних времён мигающий над районом маяк. Синий цвет указывает на связь района с морем, серебристый цвет обозначает известняк и жилой массив.

## Население

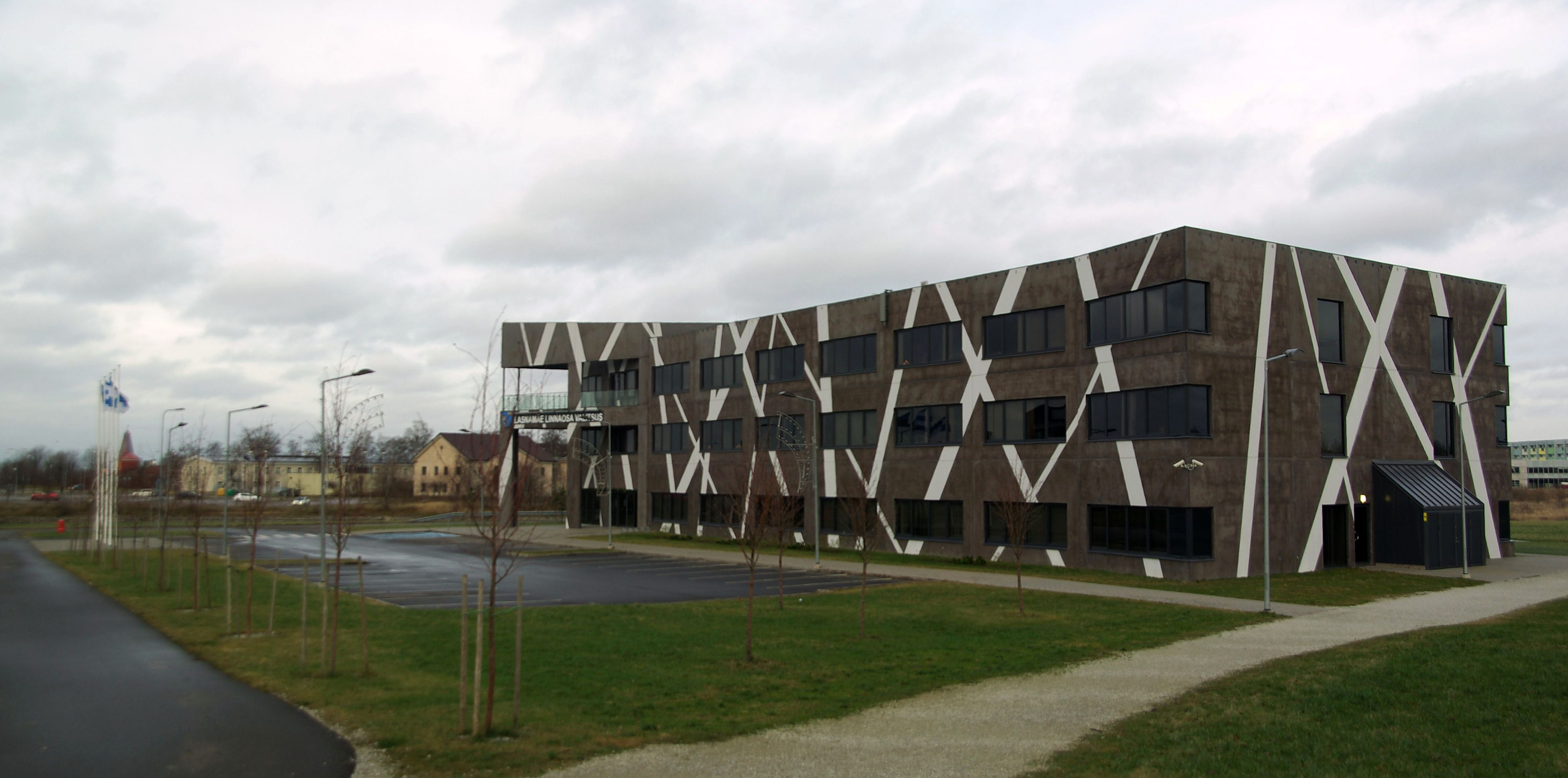
Здание управы района Ласнамяэ

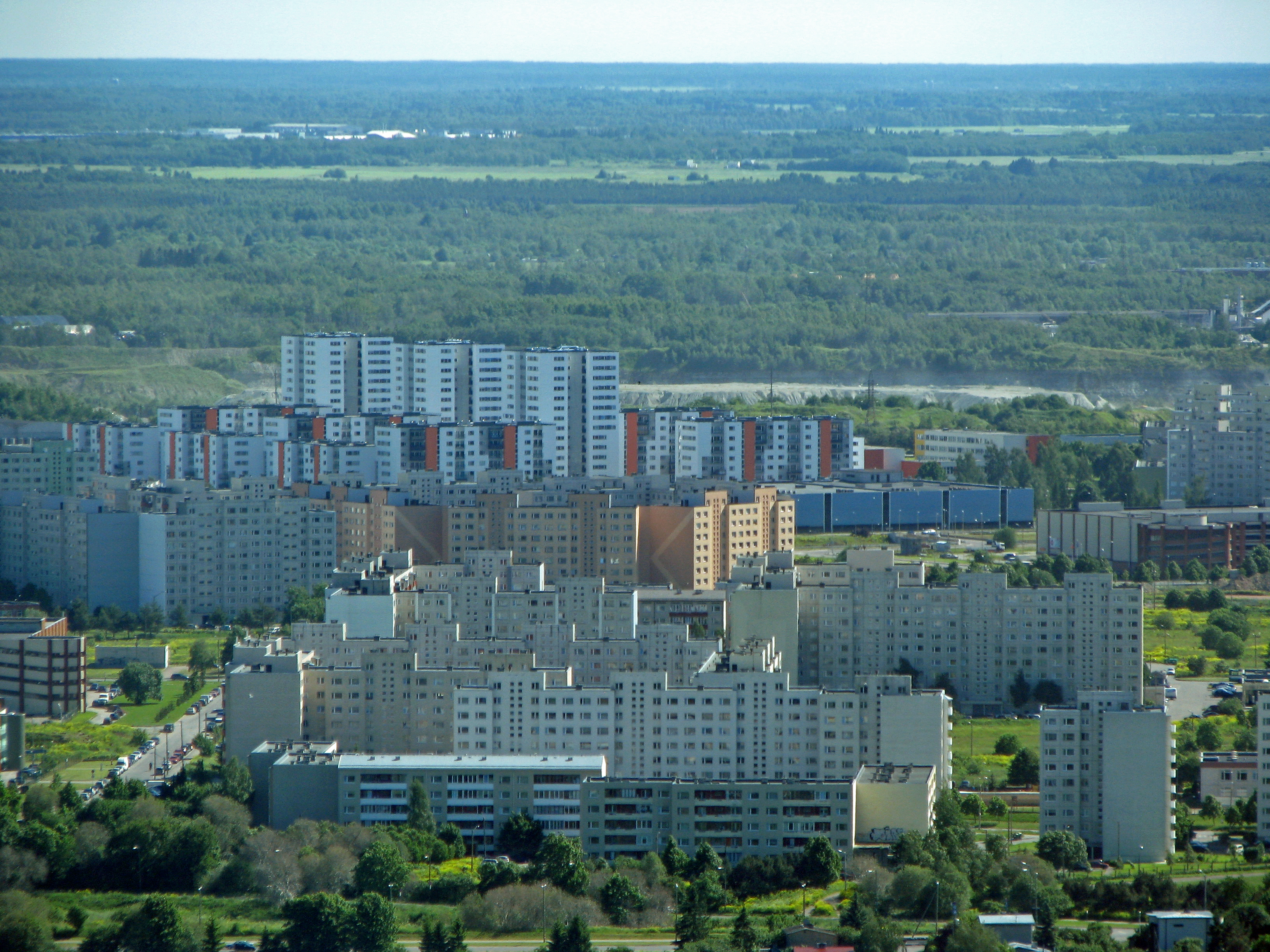
Вид на Ласнамяэ с телебашни в 2012 году

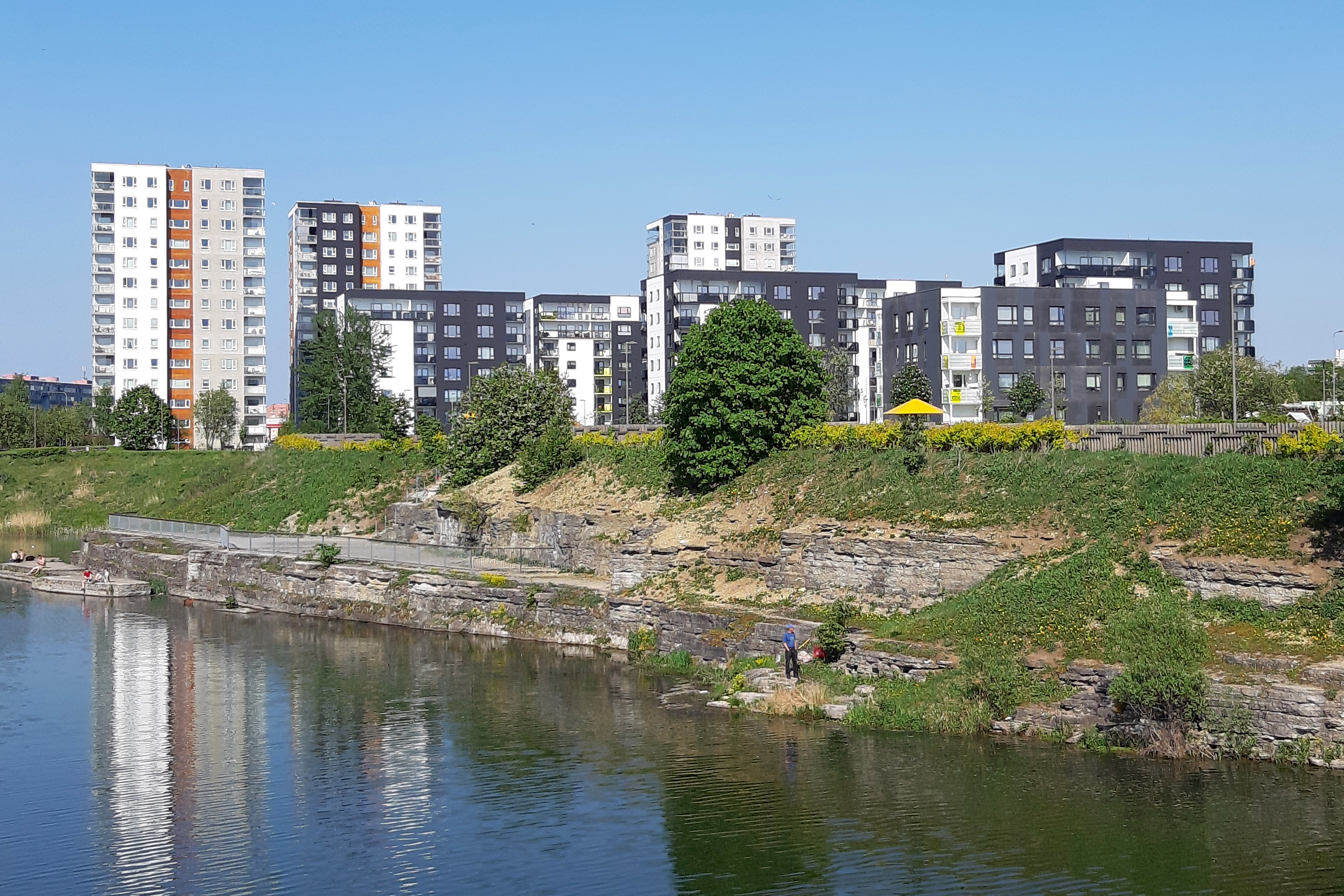
Микрорайон Сикупилли

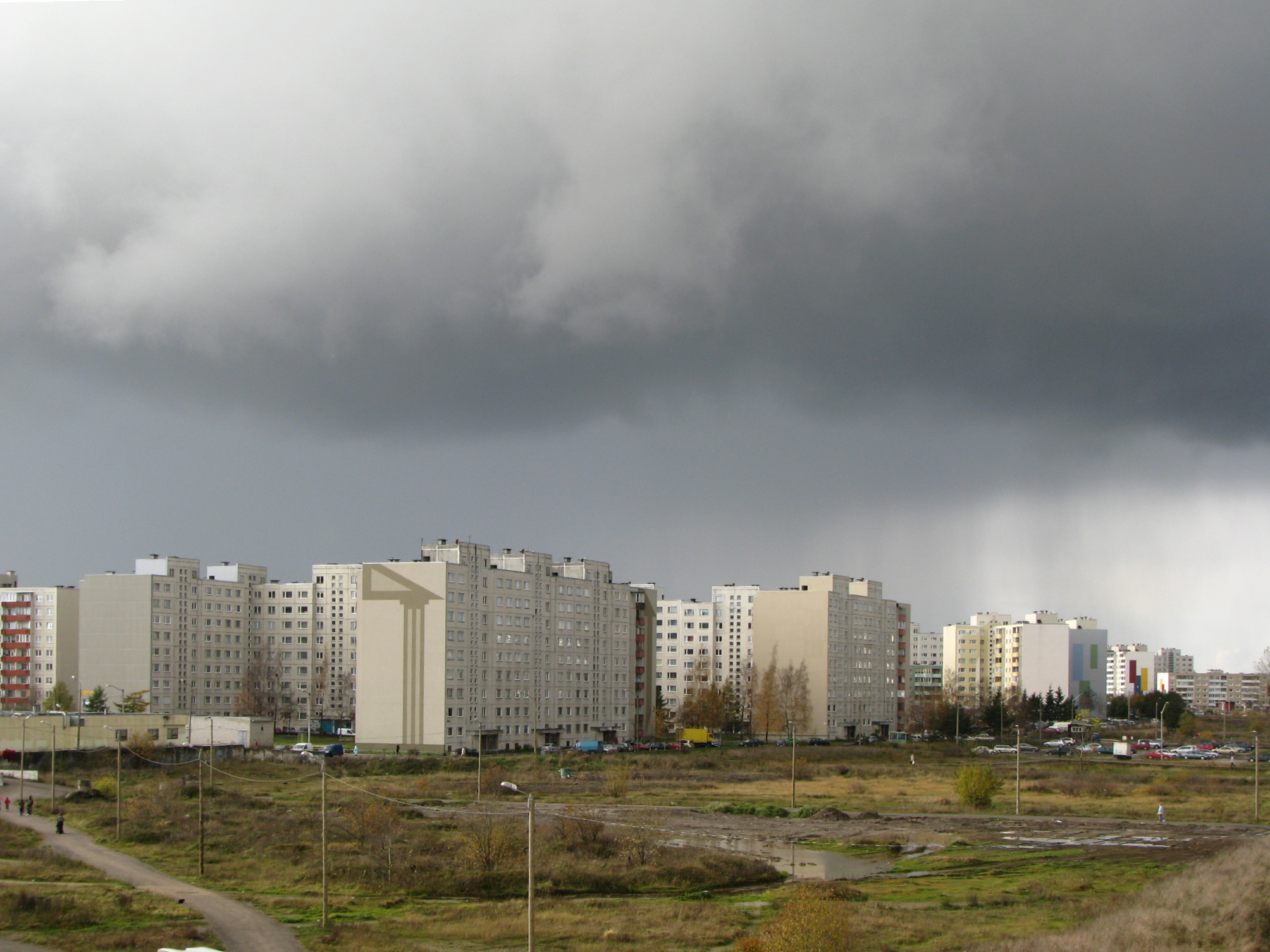
Микрорайон Прийсле в октябре 2008 года

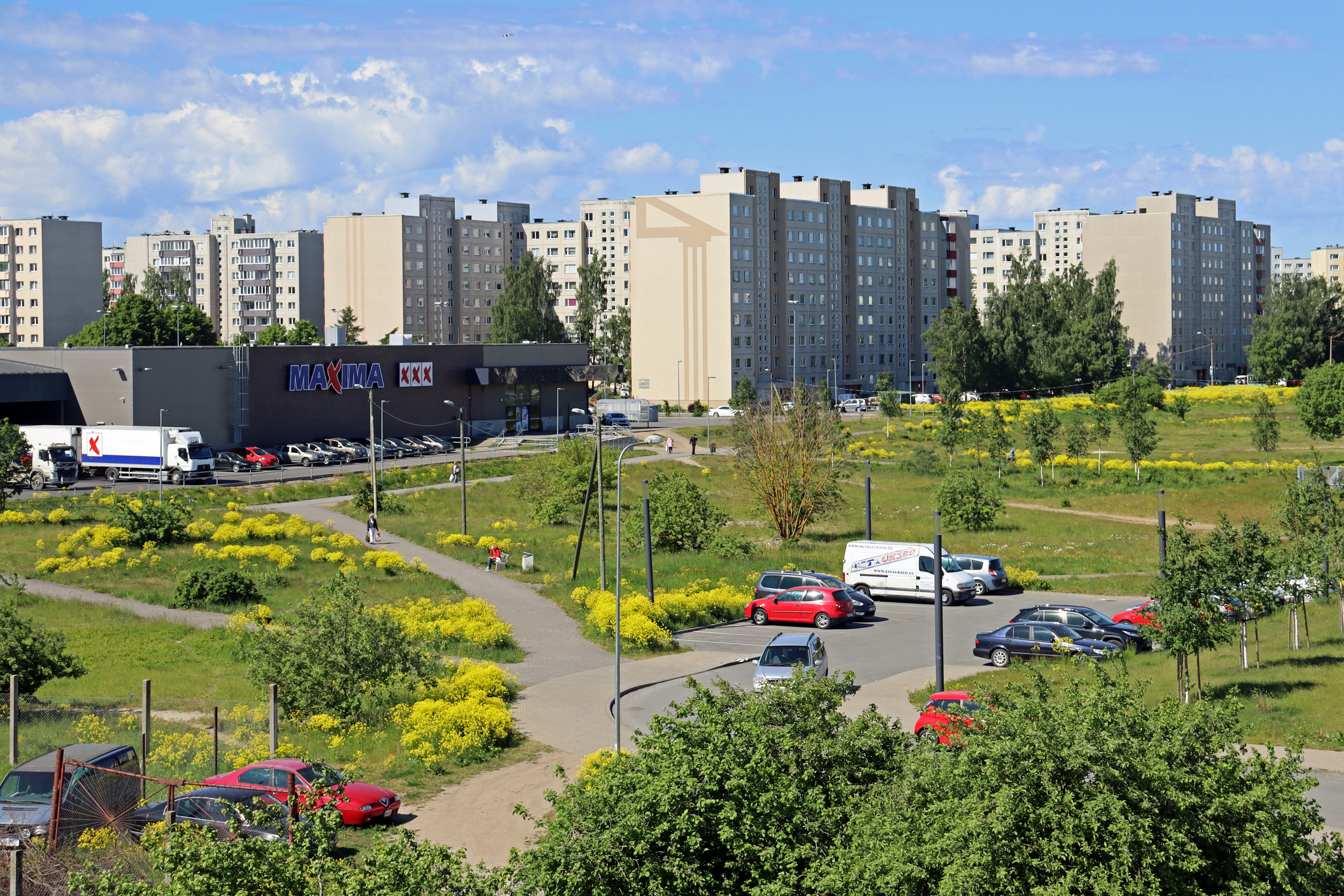
Микрорайон Прийсле в июне 2022 года

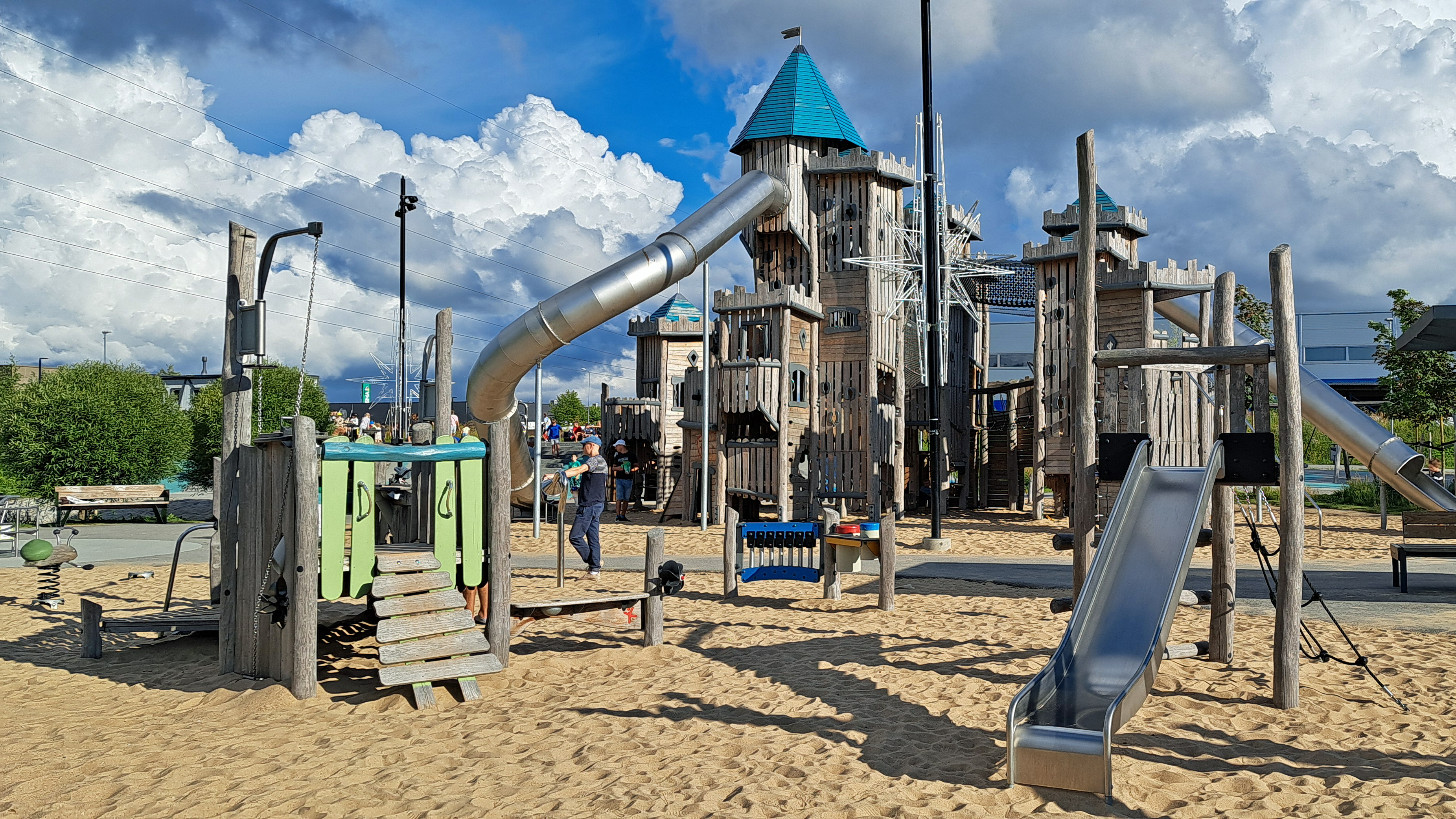
Детская площадка в парке Тондираба

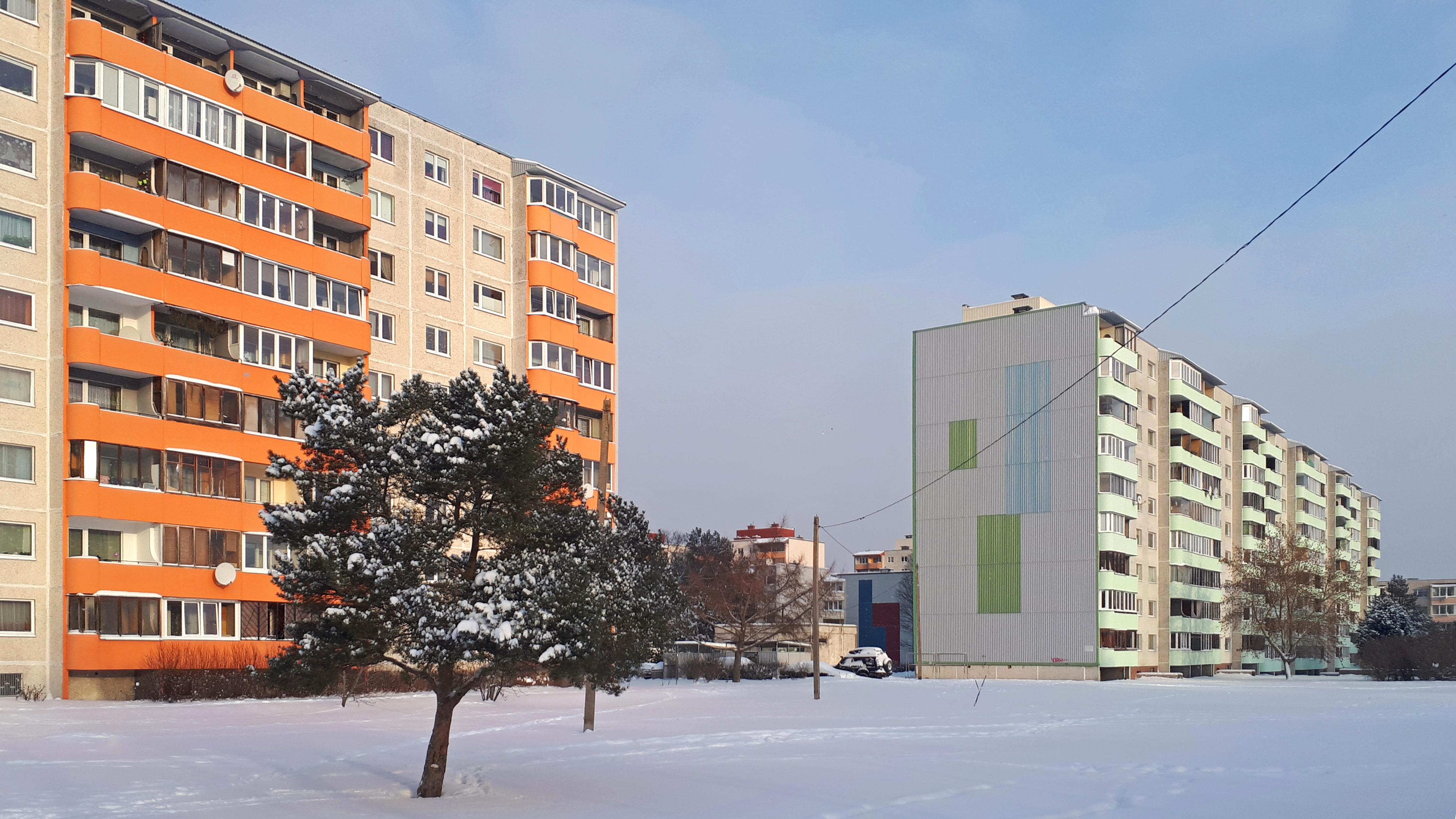
Январь 2021 года в микрорайоне Куристику

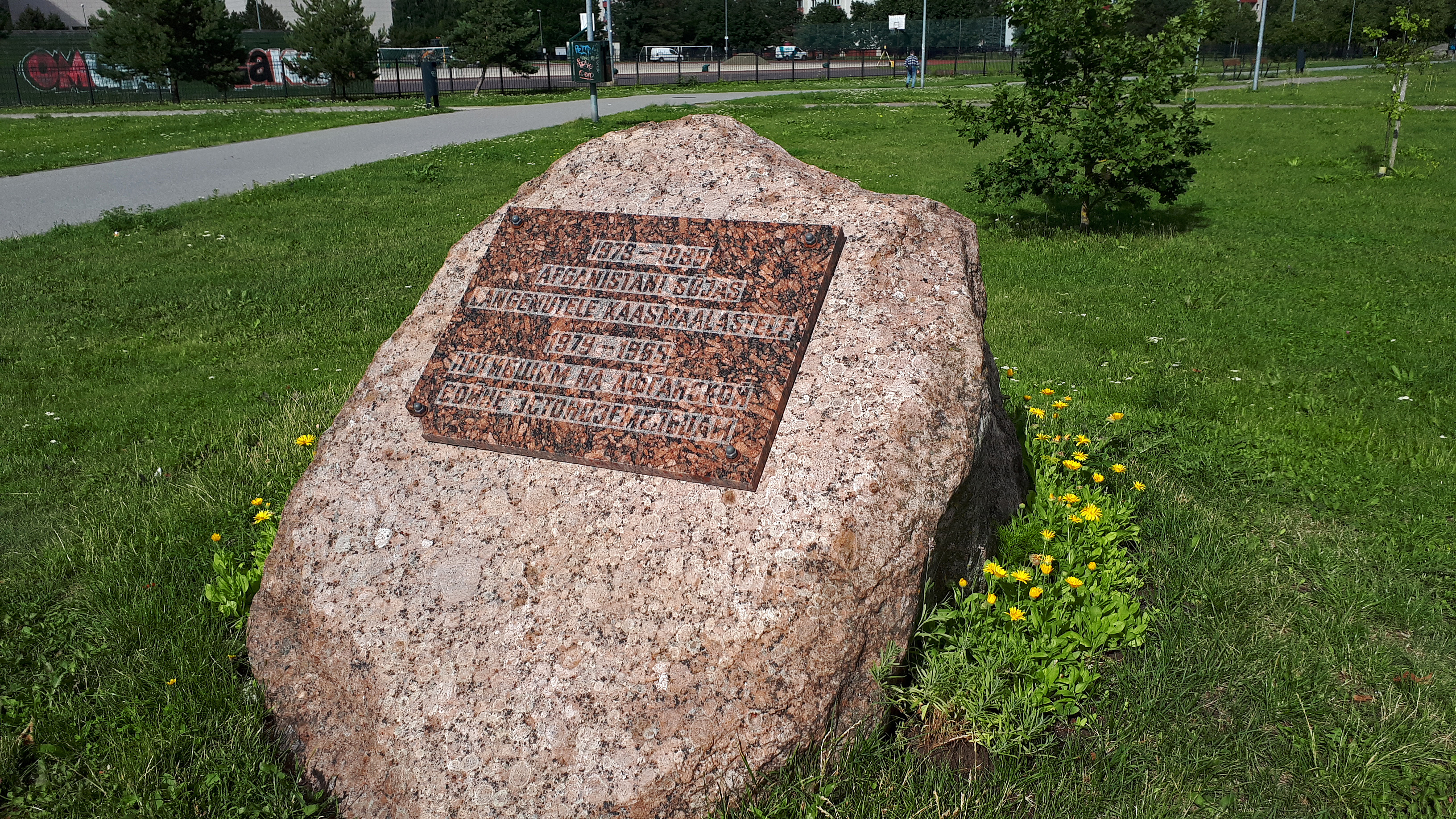
Памятный камень эстоноземельцам, погибшим на Афганской войне 1979—1989 гг.

| Численность населения района Ласнамяэ на 1 января по данным Регистра народонаселения | Численность населения района Ласнамяэ на 1 января по данным Регистра народонаселения | Численность населения района Ласнамяэ на 1 января по данным Регистра народонаселения | Численность населения района Ласнамяэ на 1 января по данным Регистра народонаселения | Численность населения района Ласнамяэ на 1 января по данным Регистра народонаселения | Численность населения района Ласнамяэ на 1 января по данным Регистра народонаселения | Численность населения района Ласнамяэ на 1 января по данным Регистра народонаселения | Численность населения района Ласнамяэ на 1 января по данным Регистра народонаселения | Численность населения района Ласнамяэ на 1 января по данным Регистра народонаселения | Численность населения района Ласнамяэ на 1 января по данным Регистра народонаселения | Численность населения района Ласнамяэ на 1 января по данным Регистра народонаселения |
| 2004                                                                                 | 2005                                                                                 | 2006                                                                                 | 2007                                                                                 | 2008                                                                                 | 2009                                                                                 | 2010                                                                                 | 2011                                                                                 | 2012                                                                                 | 2013                                                                                 | 2014                                                                                 |
| ------------------------------------------------------------------------------------ | ------------------------------------------------------------------------------------ | ------------------------------------------------------------------------------------ | ------------------------------------------------------------------------------------ | ------------------------------------------------------------------------------------ | ------------------------------------------------------------------------------------ | ------------------------------------------------------------------------------------ | ------------------------------------------------------------------------------------ | ------------------------------------------------------------------------------------ | ------------------------------------------------------------------------------------ | ------------------------------------------------------------------------------------ |
| 112 368                                                                              | ↗114 440                                                                             | ↘114 142                                                                             | ↘112 306                                                                             | ↘112 001                                                                             | ↗113 332                                                                             | ↗114 258                                                                             | ↗115 654                                                                             | ↗116 273                                                                             | ↗116 490                                                                             | ↗118 211                                                                             |
| 2015                                                                                 | 2016                                                                                 | 2017                                                                                 | 2018                                                                                 | 2019                                                                                 | 2020                                                                                 | 2021                                                                                 | 2022                                                                                 | 2023                                                                                 | 2024                                                                                 | 2025                                                                                 |
| ↗118 437                                                                             | ↗118 776                                                                             | ↗119 180                                                                             | ↗119 701                                                                             | ↗120 408                                                                             | ↘117 954                                                                             | ↗118 045                                                                             | ↘117 230                                                                             | ↗119 092                                                                             | ↗119 789                                                                             | ↘119 097                                                                             |

Численность населения района Ласнамяэ на 1 января
по данным Департамента статистики Эстонии*:
| Год  | 2018    | 2019     | 2020     | 2021     | 2022     | 2023     | 2024     | 2025     |
| ---- | ------- | -------- | -------- | -------- | -------- | -------- | -------- | -------- |
| Чел. | 115 328 | ↗116 064 | ↗116 153 | ↘115 991 | ↘115 035 | ↗117 207 | ↗117 756 | ↘116 648 |

* Данные Департамента статистики отличаются от данных Регистра народонаселения в связи с различиями в методике расчёта.
Национальная структура населения района Ласнамяэ, %:
| Национальность | 2008 год | 2012 год | 2020 год | 2022 год |
| -------------- | -------- | -------- | -------- | -------- |
| эстонцы        | 28,6     | 27,7     | 25,2     | 27,1     |
| русские        | 57,8     | 59,3     | 61,9     | 59,1     |
| украинцы       | 6,1      | 5,7      | 5,5      | 5,8      |
| белорусы       | 3,3      | 3,1      | 2,8      | 2,6      |
| финны          | 0,6      | 0,6      | 0,5      | 0,5      |
| евреи          | 0,4      | 0,3      | 0,3      | 0,2      |
| латыши         | ..       | ..       | 0,3      | 0,4      |
| татары         | 0,5      | 0,5      | 0,5      | 0,4      |
| прочие         | 2,7      | 2,8      | 3,0      | 2,1      |

Структура населения района Ласнамяэ по гражданству, %: 
| Гражданство       | 2005 год | 2019 год | 2024 год |
| ----------------- | -------- | -------- | -------- |
| эстонское         | 61,6     | 68,0     | 65,5     |
| российское        | 12,7     | 13,1     | 12,2     |
| украинское        | 0,9      | 1,7      | 6,4      |
| белорусское       | ..       | 0,5      | 0,6      |
| финское           | ..       | 0,2      | 0,2      |
| другое            | 2,2      | 2,1      | 3,0      |
| без гражданства** | 22,6     | 14,4     | 12,1     |
| Всего             | 100,0    | 100,0    | 100,0    |

** В т. ч. гражданство неизвестно
Данные Регистра народонаселения о районе Ласнамяэ по состоянию на 1 января 2020 года:
- половая структура населения: женщины 55,0 %, мужчины 45,0 %;
- возрастная структура населения: дети в возрасте до 15 лет — 15,3 %, лица в возрасте 15–64 года — 64,9 %, лица пенсионного возраста (65 лет и старше) — 19,8 %;
- средний возраст жителей: 42,7 года;
- плотность населения: 4295 чел/км².

Данные Регистра народонаселения о районе Ласнамяэ по состоянию на 1 января 2022 года:
- половая структура населения: женщины 54,9 %, мужчины 45,1 %;
- возрастная структура населения: дети в возрасте до 15 лет — 15,0 %, лица в возрасте 15–64 года — 63,9 %, лица пенсионного возраста (65 лет и старше) — 21,2 %;
- плотность населения: 4269 чел/км².

Доля трудоспособного населения (возраст 15–74 года) в Ласнамяэ самая высокая из всех районов Таллина.
Число жителей по микрорайонам Ласнамяэ, чел.:
| Микрорайон | 2014 год | 2020 год | 2022 год | 2023 год |
| ---------- | -------- | -------- | -------- | -------- |
| Вяо        | 130      | ↘ 127    | ↘ 118    | ↘ 117    |
| Катлери    | 5133     | ↘ 4897   | ↘ 4774   | ↘ 4714   |
| Курепыллу  | 3800     | ↗ 4170   | ↗ 4693   | ↗ 4744   |
| Куристику  | 11 109   | ↘ 10 669 | ↘ 10 446 | ↘ 10 338 |
| Лаагна     | 24 251   | ↘ 23 469 | ↘ 22 859 | ↘ 22 558 |
| Лоопеалсе  | 2388     | ↗ 2955   | ↘ 2936   | ↘ 2934   |
| Мустакиви  | 19 759   | ↘ 19 396 | ↘ 18 873 | ↘ 18 693 |
| Паэ        | 13 918   | ↘ 13 263 | ↘ 12 991 | ↘ 12 832 |
| Паэвялья   | 469      | ↗ 908    | ↗ 1165   | ↗ 1329   |
| Прийсле    | 10 949   | ↗ 10 957 | ↗ 10 980 | → 10 980 |
| Сели       | 13 039   | ↘ 12 559 | ↘ 12 499 | ↘ 12 372 |
| Сикупилли  | 11 298   | ↗ 12 197 | ↗ 12 266 | ↗ 12 433 |
| Сыямяэ     | 140      | ↘ 122    | ↗ 127    | ↗ 138    |
| Тондираба  | 4        | ↗ 353    | ↗ 476    | ↗ 508    |
| Ууслинн    | 353      | ↗ 392    | ↗ 525    | ↗ 540    |
| Юлемисте   | 1436     | ↗ 1520   | ↘ 1501   | ↗ 1544   |

## История района

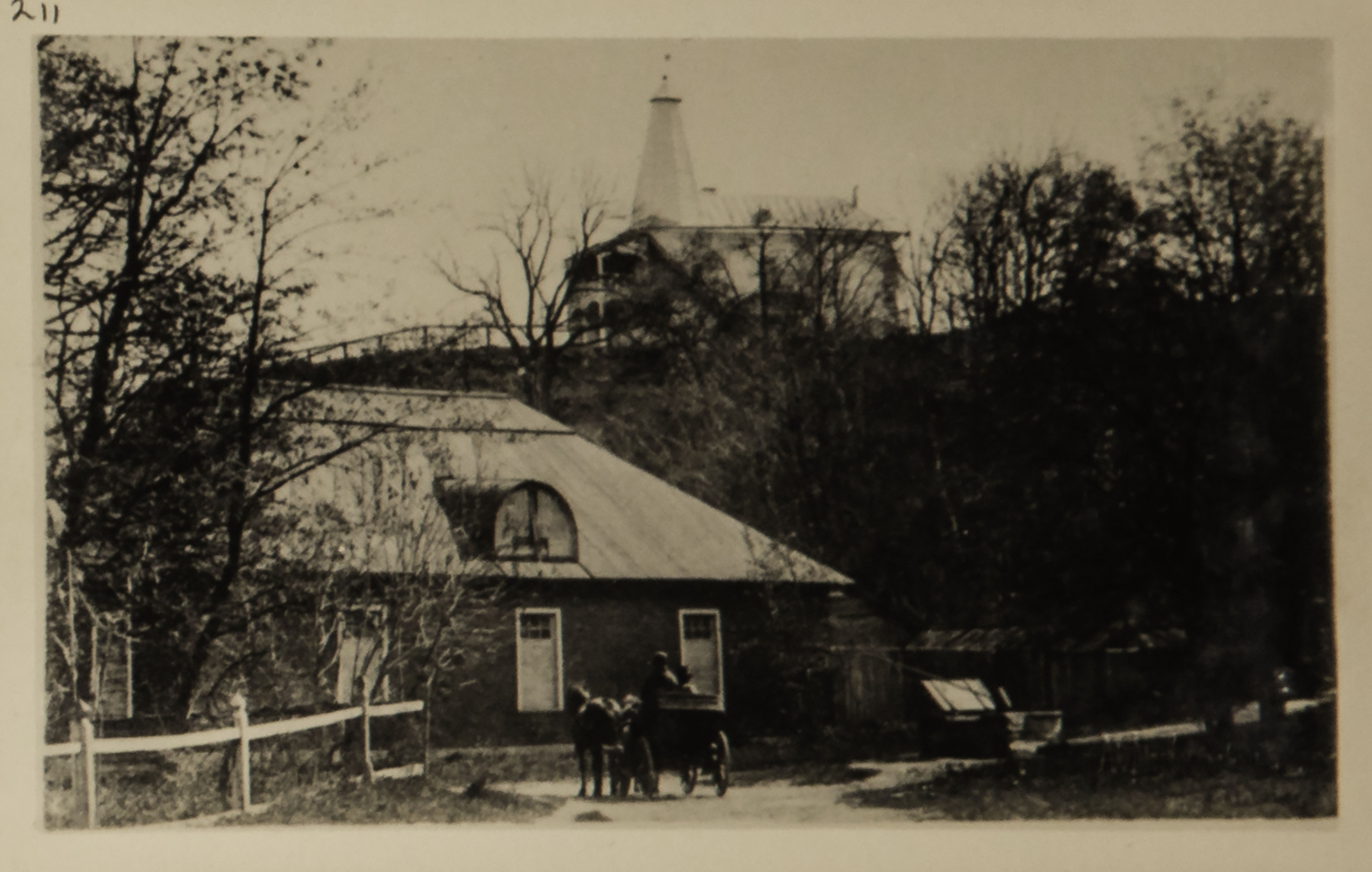
Ласнамяэ в начале XX века

По мнению эстонского археолога Лембита Яанитса, древнейшие следы человеческой деятельности в Ласнамяэ относятся ко времени культуры шнуровой керамики, то есть ко второй половине 3-го тысячелетия до нашей эры.
В эстонском народном эпосе «Калевипоэг» есть фраза: «Так плыви, корабль мой, к Лалли...» — это значит, что корабль главного героя причалил у Ласнамяэского глинта. О рассказываемых в эпосе временах напоминают такие названия улиц района, как Калевипоя, Пикри (Пиккер), Варраку (Варрак), Викерлазе. Названия улиц Нуйя (от слова эст. nui — «палица») и Тапри (от слова эст. tapper — «секира») и микрорайонов Тондираба (эст. tondiraba ― «болото призраков») и Сыямяэ (эст. sõjamäe — «гора воинов») связаны с восстанием Юрьевой ночи 1343 года.

В XVII веке на местных землях жители предместий пасли коз — отсюда произошло название микрорайона Сикупилли (эст. Sikupilli — «козлиный рожок»).

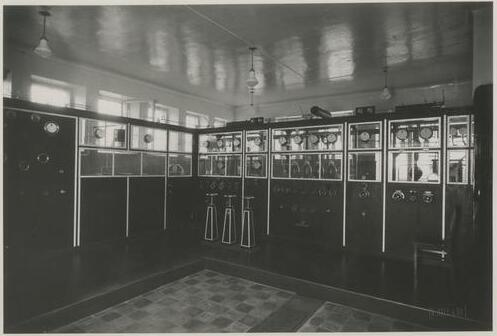
Радиотрансляционная станция в Ласнамяэ, 1935 год

Ласнамяэ ранее также назывался Кивимяэ («Каменная гора»): именно здесь ломали плитняк для строительства Старого города в Таллине (сейчас это название носит другой микрорайон на юго-западе города). Об этих временах напоминает улица Кивимурру (эст. Kivimurru — «Каменоломная»), а также названия с корнем «паэ» (эст. pae — «известняковый», «плитняковый»).
В XVIII веке по приказу российского императора Павла I на окраинах нынешнего Ласнамяэ появились первые военные казармы. Здесь же в годы Первой Эстонской Республики проводились учения Кайтселийта. Было построено лётное поле, откуда 30 января 1919 года был совершён первый полёт. До конца Освободительной войны Ласнамяэ оставался единственной базой для сорока самолётов Эстонии.

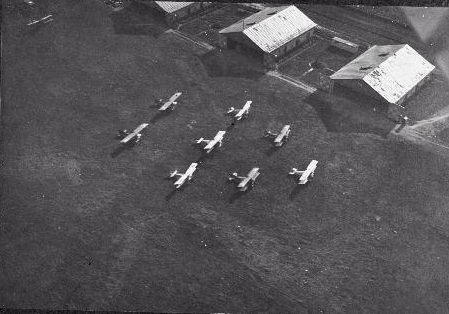
Лётное поле в Ласнамяэ, 1920-е годы

В 1928 году на склоне Ласнамяэского глинта началось строительство радиомачты. Для этого использовались балки длиной 10 метров, которые соединялись особыми железными скобами. Достигнув высоты в 80 метров, мачта упала. Её укрепили прочными тросами и открыли 1 сентября 1929 года. В 1935 году в Ласнамяэ была построена радиотрансляционная станция.
В 1980 году, накануне Олимпийских игр, финскими строителями в Ласнамяэ был построен торговый центр «Котка» — один из первых советских «супермаркетов». Площадь постройки составляла 3394 квадратных метра, что было в два раза больше, чем в предшествующих магазинах ABC-типа в Мустамяэ и Вяйке-Ыйсмяэ.
В годы перестройки завод «Двигатель», самое крупное машиностроительное предприятие района, был центром деятельности Интердвижения. В августе 1991 года на «Двигателе» ремонтировали танки, которые проделали долгий путь из Пскова в Таллин, чтобы поддержать государственный переворот против Михаила Горбачёва.
Осенью 2017 года Ласнамяэ отмечал свой 40-й день рождения, а в 2023 году — своё 30-летие как официальной административной единицы (части города) Таллина.

## Проектирование и строительство района

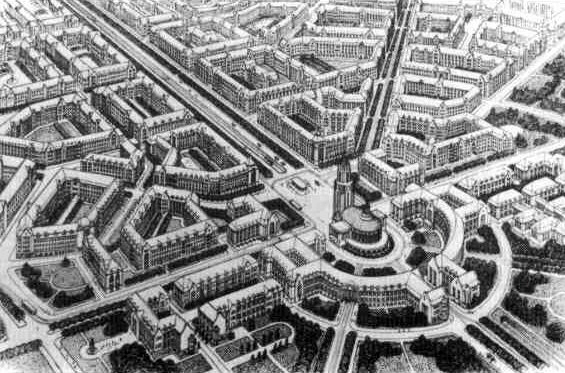
Эскизный проект Ласнамяэ 1913 года, автор Элиэль Сааринен

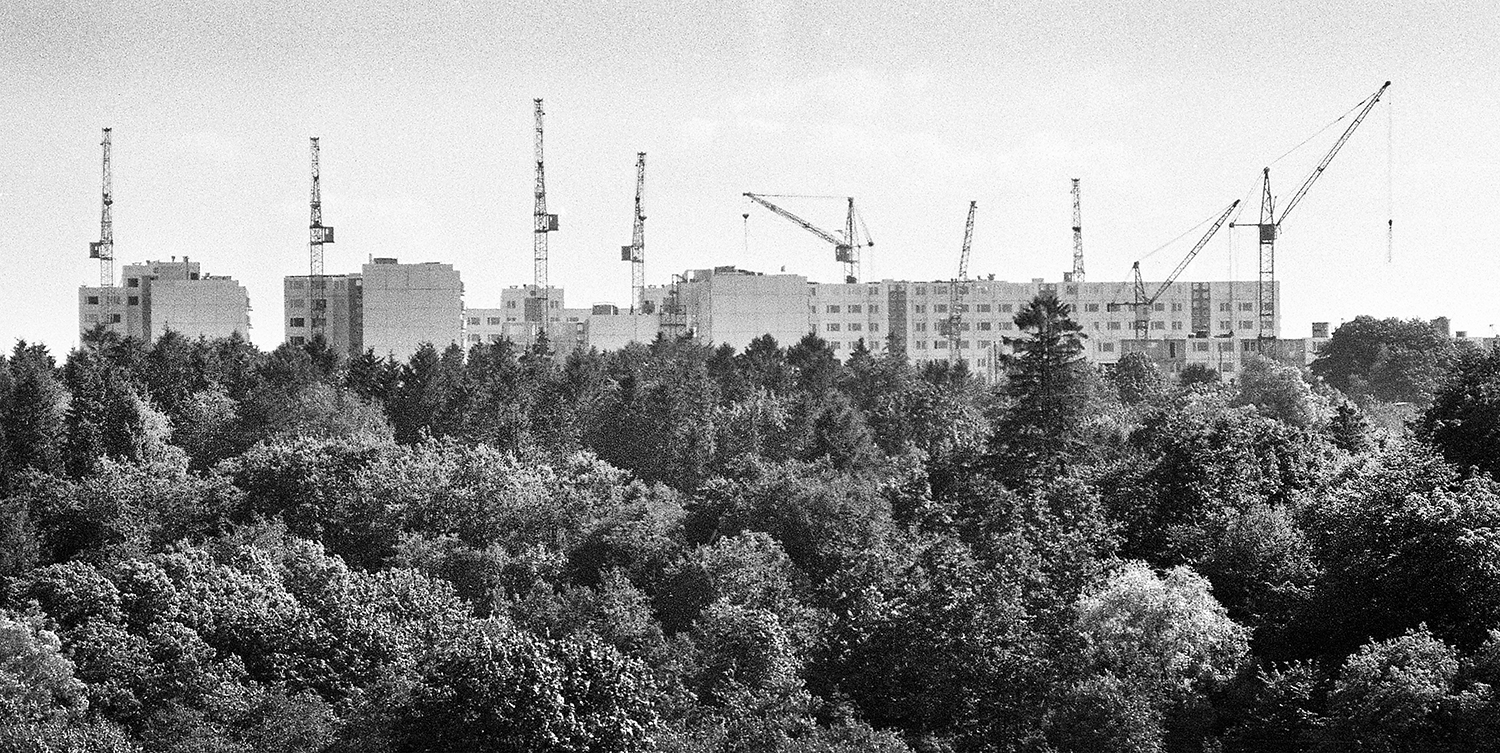
Жилое строительство в Ласнамяэ, 1989 год

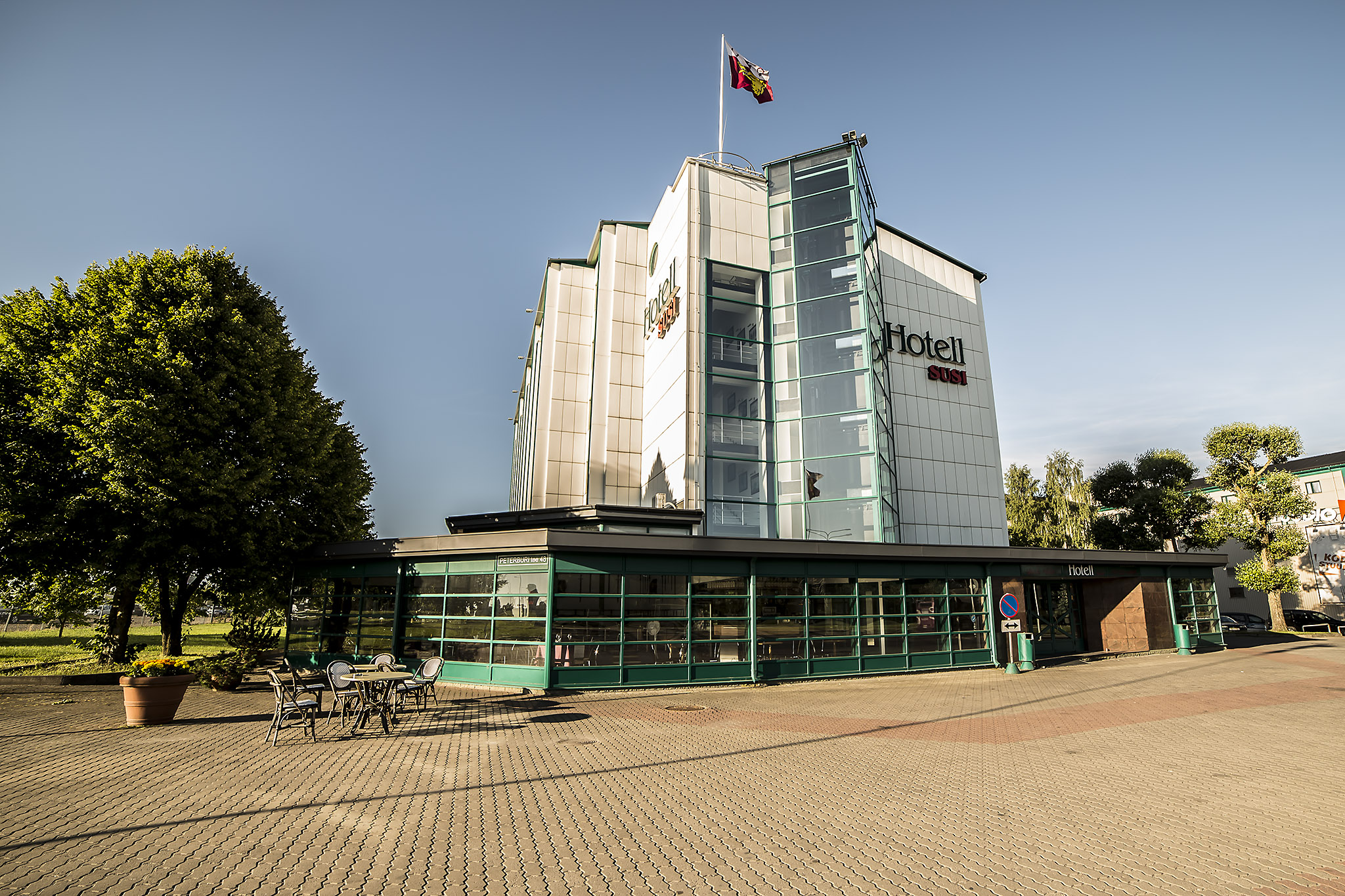
Отель «Susi», Петербургское шоссе

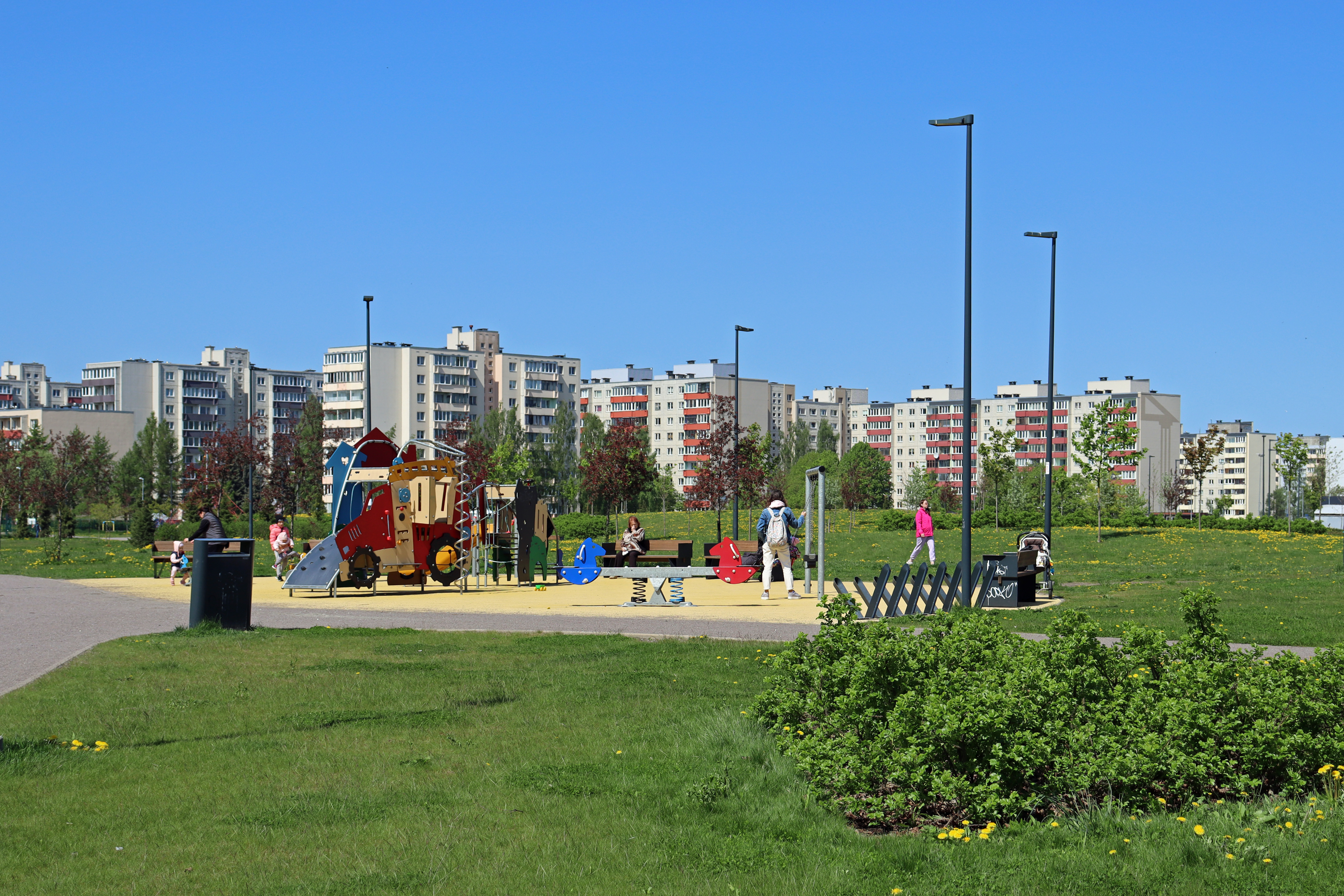
Парк Тондилоо

Согласно проекту 1913 года «Большой Таллин», который разработал финский архитектор Элиэль Сааринен, Ласнамяэ должен был стать районом для богатых таллинцев — с широкими улицами и высотными многоквартирными домами, и даже с оперным театром. Чтобы противостоять холодным ветрам с моря, дома должны были составлять своеобразные «ячейки». Конкурсная работа Сааринена «Большой Таллин» перекликалась с разработанным им же проектом района Хаага в Хельсинки. Обоим проектам не суждено было реализоваться: первому — из-за глобальных исторических катаклизмов, второму — из-за его высокой стоимости.
Вместо грандиозного проекта финского архитектора был реализован план Ласнамяэ, разработанный в советский период и охватывающий 11 микрорайонов с 50 тысячами новых квартир. Этот план должен был улучшить жилищные условия до 200 тысяч человек.
Работы по строительству Ласнамяэ проводились быстро и методом конвейера, так как утверждённый план должен был быть не только выполнен, но и перевыполнен. Партийные функционеры и городские планировщики искали возможности ещё теснее скомпоновать дома. Внешний вид Ласнамяэ определило также и то, что переставлять башенные краны с места на место следовало как можно реже и нужно было экономить за счёт торцевых панелей домов, трасс и дорог.
Всего за годы советской власти в районе было построено 650 жилых домов, в большинстве однотипных пяти- и девятиэтажных (в основном серии 111-121).
Элегантности и творческому размаху проекта Сааринена был противопоставлен супер-экономичный проект: монотонные серые стены, продуваемые северными ветрами дворы, практически полное отсутствие зелёных насаждений. Посадка деревьев на плитняке обходилась дорого, к тому же они плохо приживались. Сначала планировалось создать большую зелёную зону на Тондираба, так как считалось, что это место для застройки не подходит, но парк в этом месте так и не появился. Вместо него в 2014 году в Тондираба был построен Ледовый холл, а в 2015 году было запланировано строительство рядом с ним крытого бассейна, хостела и площадки для гольфа. Согласно детальной планировке, всё вместе это должно составить Спортивный комплекс «Тондираба».
Озеленению Ласнамяэ районные власти стали уделять особое внимание только с начала 2000-х годов. Осенью 2010 года было завершено строительство парка Паэ — символа нового и лучшего Ласнамяэ. Планируется ежегодное постепенное достраивание этого парка.
Небольшой парк Кивила/Тондилоо был возведён на месте бывшего пустыря между улицами Линнамяэ и Кивила. Здесь есть отдельные игровые площадки для детей разного возраста: 1—4 года, 4—12 и 12—16 лет. Для взрослых в парке установили тренажёры; появились также отдельные зоны для пикников и закрытые площадки для выгула собак. Стоимость строительства парка составила 1,3 миллиона евро.
Поскольку работы по созданию Ласнамяэ планировалось вести как минимум 15 лет, и за это время могли смениться как типажи домов, так и технические и экономические возможности, общего плана застройки района составлять не стали. Это привело к тому, что планировка Ласнамяэ в настоящее время значительно отличается от планировки двух других, более старых «спальных» районов Таллина — Мустамяэ и Ыйсмяэ: с высоты птичьего полёта большая часть района представляет собой сочетание довольно хаотичного нагромождения домов с извилистыми внутриквартальными дорогами для автотранспорта.
Вместо здания оперы в районе Ласнамяэ был построен культурный комплекс Певческой эстрады.
В 2006 году в микрорайоне Куристику был установлен памятный камень в честь эстоноземельцев, погибших в Афганской войне 1979—1989 гг. В январе 2007 года мэрия Таллина разрешила установить на его месте памятник (по данным союза ветеранов Афганской войны, на этой войне было 1652 уроженца Эстонии, вместе с офицерами — около 2000; из них погибли 38 человек). Было необходимо провести открытый конкурс на создание макета памятника, однако, он не состоялся.
16 июня 2013 года Патриархом Московским и всея Руси Кириллом в Ласнамяэ был освящён Храм иконы Божией Матери «Скоропослушница», строительство которого было начато в ноябре 2006 года.
С 2016 года по заказу Таллиннского департамента окружающей среды и коммунального хозяйства на фасадах многоквартирных домов в столице создаются гигантские настенные росписи (мурали); первый мураль «Голубиный пастух» был завершён на фасаде жилого дома по адресу ул. Кивила, 3 в 2016 году, год спустя гигантская картина «Спорт» была нарисована на боковой стене дома по ул. Кивила, 46, в 2020 году была завершена работа «Песочные часы» на фасаде дома на ул. Палласти 34B.

## Промышленность

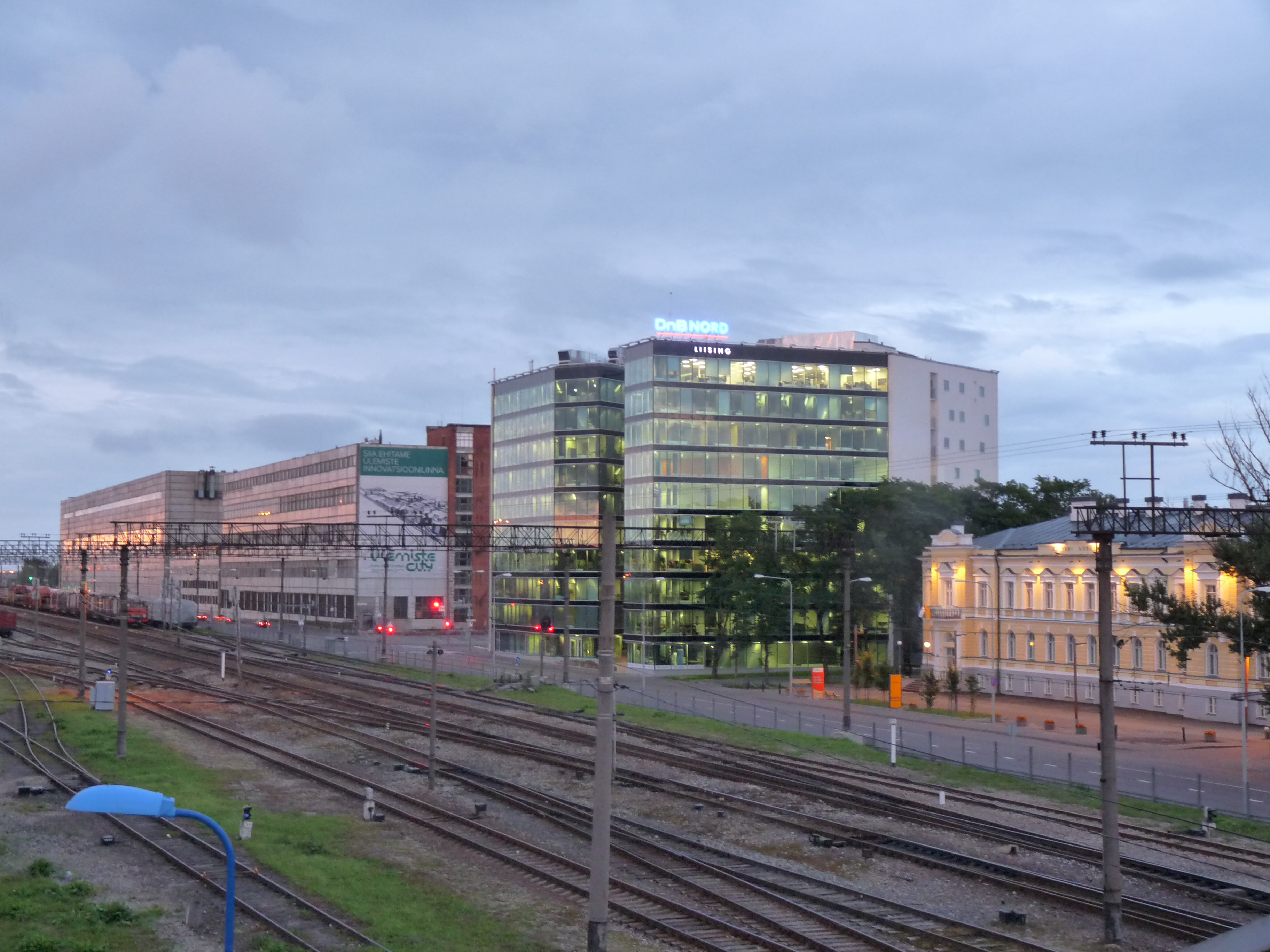
Деловые и промышленные здания в микрорайоне Сыямяэ, улица Суур-Сыямяэ

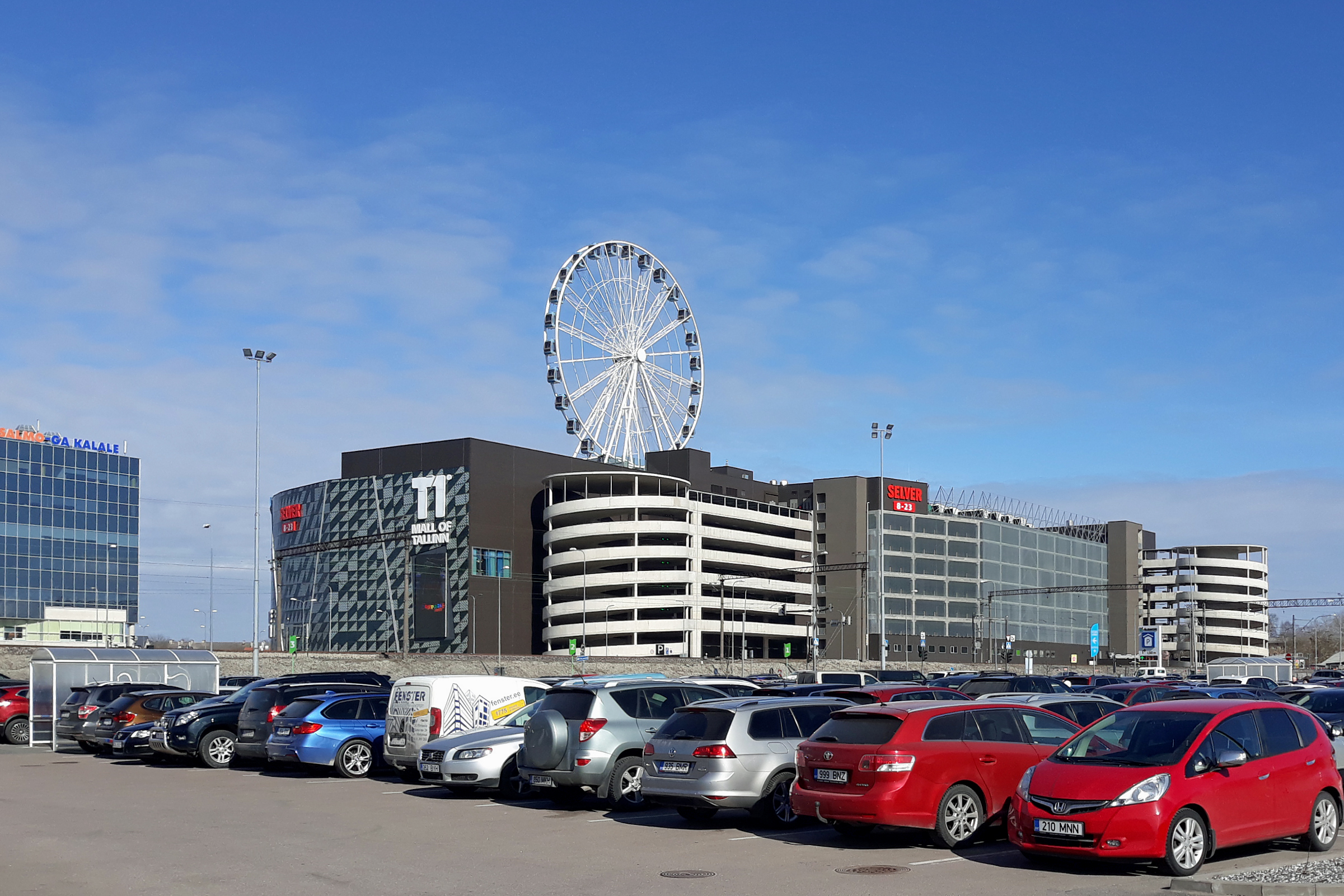
Торговый центр «T1»

Эпоха ранней индустриализации началась в Таллине именно через район Ласнамяэ. В 1893 году была построена целлюлозная фабрика «Юлемисте» (эст. Ülemiste). В те же времена заработала государственная водочная фабрика, нынешний завод «Ливико» (эст. Liviko), а в Сыямяэ появился вагоностроительный завод «Двигатель» (в течение двух последующих десятилетий на этом заводе было произведено более 21 тысячи товарных и пассажирских вагонов). В годы советской власти завод получил статус «секретного» военного предприятия, статистика производства которого была тщательно скрыта; после восстановления независимости Эстонии завод «Двигатель», как и большинство заводов «союзного значения» республики, был ликвидирован. Немногие здания, сохранившиеся на территории бывшего завода с царских времён, в 2000-х годах были перестроены под офисы.
Несколько мелких производств объединились в Завод по обработке плитняка (эст. Paetoodete tehas). В Ласнамяэ работали также хлебозавод, завод по производству железобетона, завод торгового инвентаря, на Ленинградском (ныне Петербургском) шоссе было построено здание холодильного цеха Таллинского мясоконсервного комбината.
В 2000 году на окраине района недалеко от микрорайона Козе был построен завод Amphenol ConneXus, в течение двух десятков лет дававший работу 500—600 работникам (численность работников по состоянию на 31 марта 2025 года составила 95 человек).
В 2005 году были начаты работы по строительству Промышленного парка Ласнамяэ (эст. Lasnamäe Tööstuspark), первая часть которых завершилась в 2008 году. К 2006 году на территории промпарка действовало более 14 предприятий, среди них:
- Baltika Group — 490 рабочих мест (в марте 2019 года промышленное производство в Эстонии было закрыто);
- MCC Fabec Elektroonika OÜ — 250 рабочих мест (ликвидировано в 2012 году[40]);
- A-Selver AS — 210 рабочих мест;
- Eumar Santehnika OÜ — 110 рабочих мест (позже переехало в район Пыхья-Таллинн);
- Otto Bock Estonia AS — 100 рабочих мест (в августе 2024 года находилось в процессе ликвидации)[41];
- Tallinna Farmaatsiatehase AS (Таллинский фармацевтический завод) — 100 рабочих мест (регистровый адрес — улица Тонди 33, район Кристийне).

В 2006 году на улице Куули было построено новое производственное здание электротехнического завода «Estel», преемника Таллинского электротехнического завода имени М. И. Калинина.
На территории района расположен один из крупнейших заводов Эстонии — «Ericsson Eesti AS», дочернее предприятие шведской компании «Ericsson» (регистровый адрес заводского офиса — ул. Валукоя 8/1, производственного здания — Петербургское шоссе 67). Численность работников этого предприятия на 31 марта 2025 года составляла 1779 человек.

## Транспорт

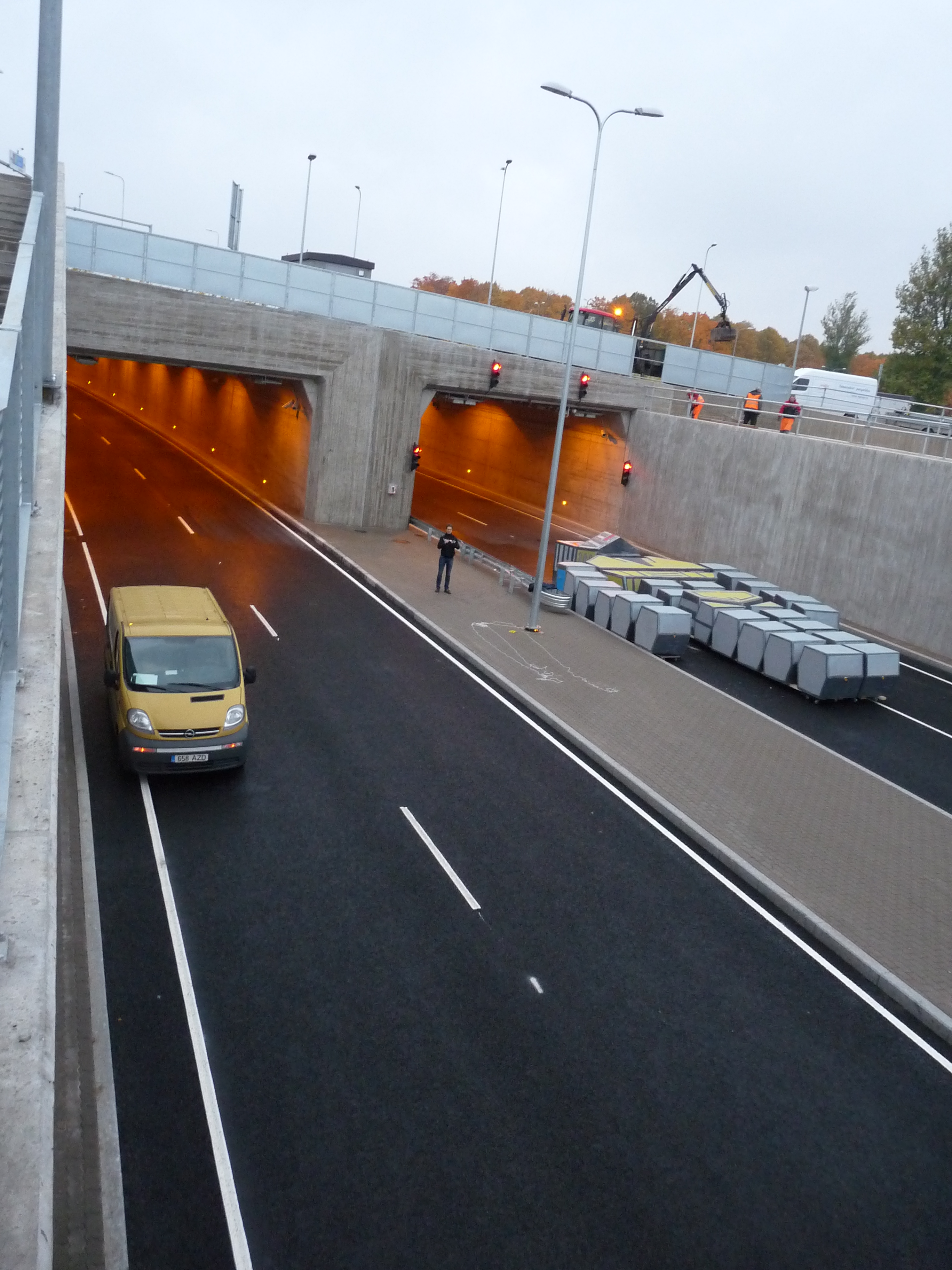
Тоннель Юлемисте, самый длинный автомобильный тоннель в Эстонии

В Ласнамяэ находится Таллинский аэропорт, развита сеть железных дорог. Основная их часть специализируется на грузоперевозках. Однако в перспективе планируется постройка железнодорожного вокзала Юлемисте.

### Идея скоростного трамвая

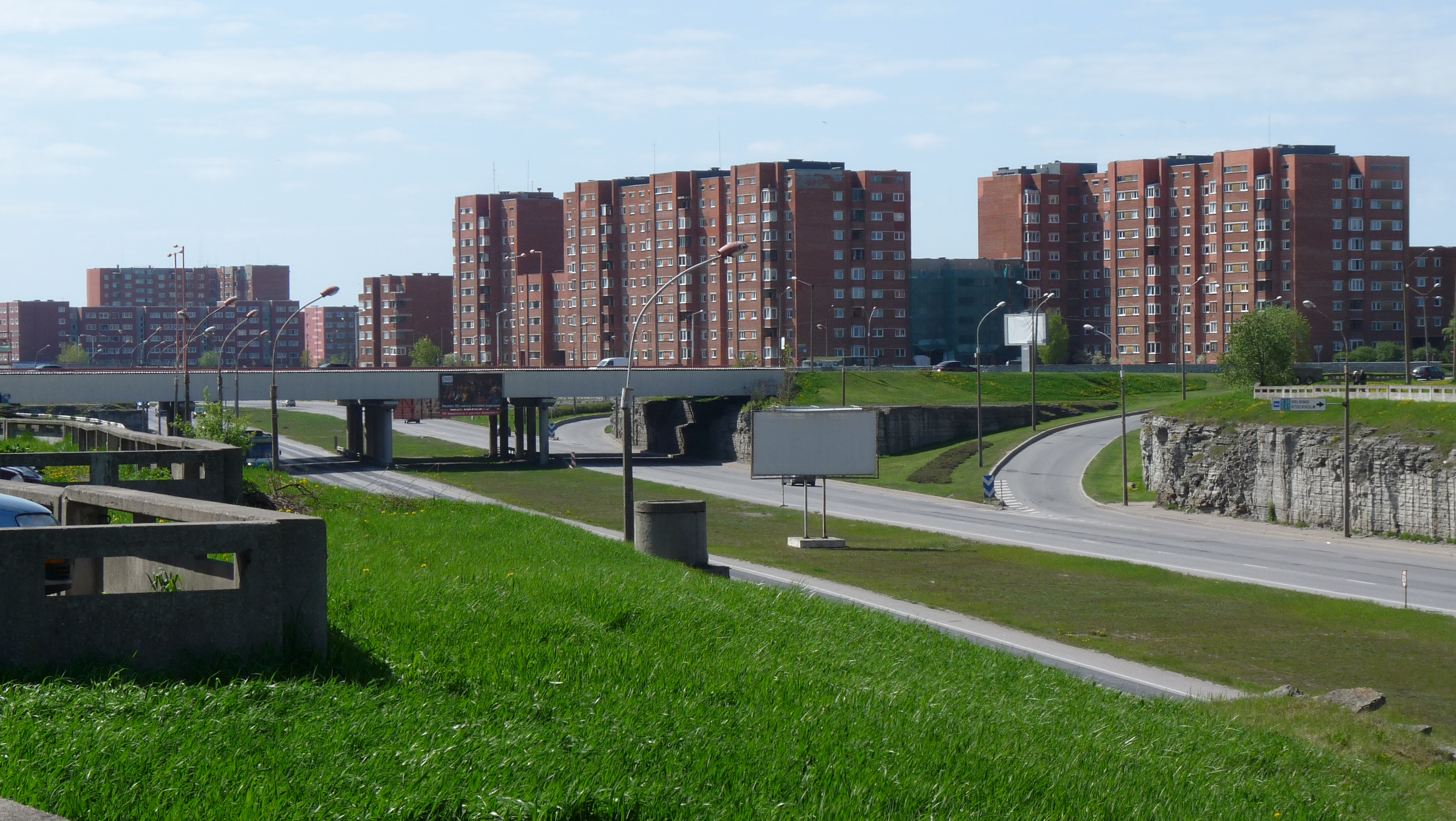
Улица Лаагна

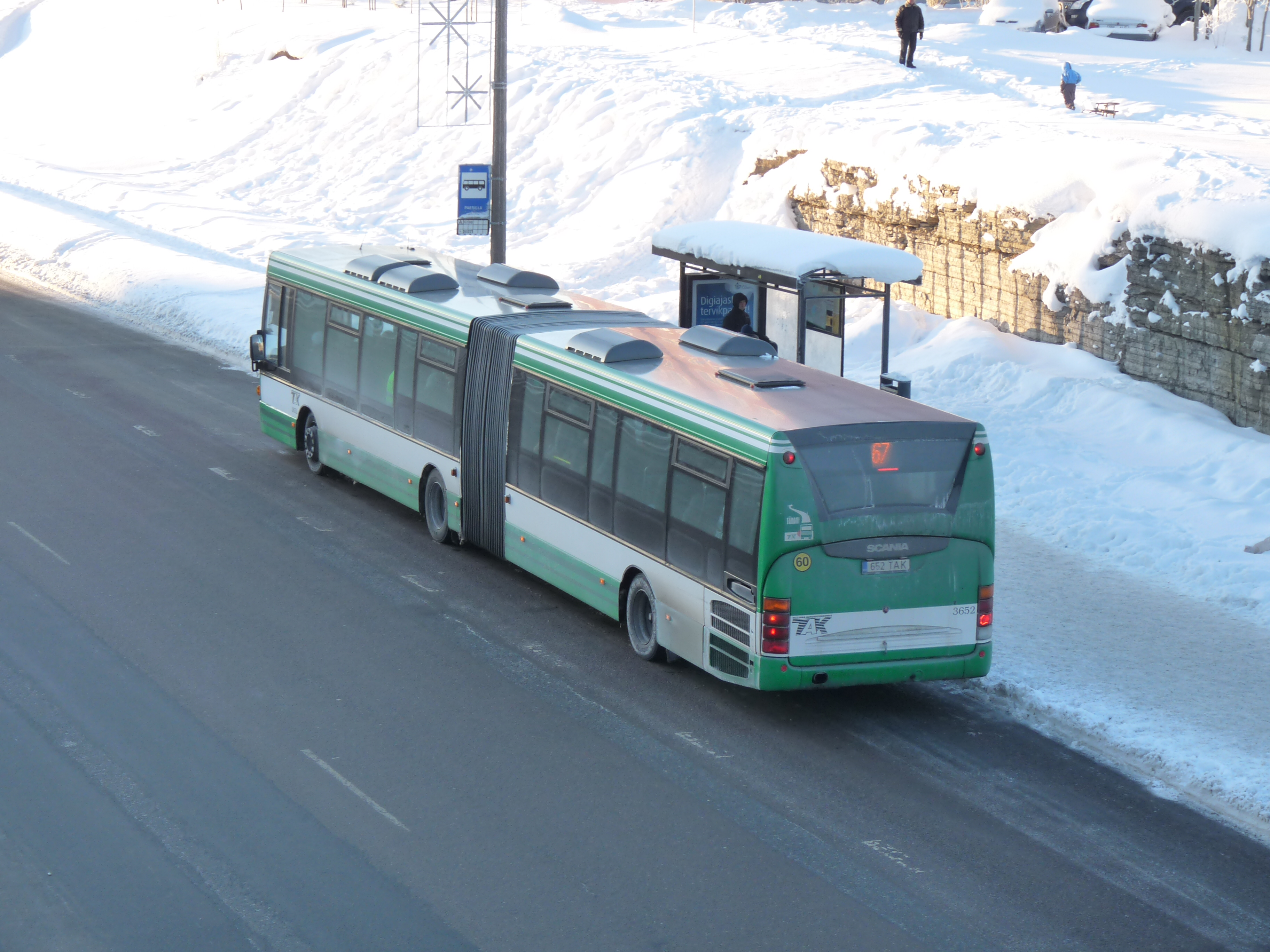
Автобус № 67 на ул. Лаагна как замена скоростному трамваю

Идея скоростного трамвая в Ласнамяэ рассматривается ещё с 1974 года, однако его строительство откладывалось каждый раз по тем или иным причинам. В начале 1990-х улицу Лаагна было решено использовать в качестве скоростной автомобильной дороги с максимально разрешённой скоростью 70 км/час, соединяющую микрорайон Мустакиви с улицей Гонсиори.
В 2003 году Таллинская мэрия заказала анализ системы общественного транспорта у французской фирмы «Systra». Согласно рекомендациям «Systra», новые трамвайные линии следует проложить как на Лаагна, так и на бульваре Сыпрузе в Мустамяэ, и организовать трамвайное сообщение с аэропортом.
В качестве альтернативного и более дешёвого проекта рассматривалось продолжение уже существующих путей в сторону Лаагна в районе автобусного вокзала, однако этот вариант не вызвал доверия вице-мэра Януса Мутли из-за плотности движения трамваев вблизи гостиницы «Виру» (все трамвайные маршруты в Таллине встречаются на Нарвском шоссе возле гостиницы «Виру»).
Осенью 2004 года была построена улица Раху, которая соединила улицу Лаагна с Петербургским шоссе. Таким образом улица Лаагна стала главной транспортной артерией района.
В качестве альтернативы скоростному трамваю, по улице Лаагна с 1999 года решено пустить автобусную линию 67 и позже 68 (обе расходятся на улице Махтра), с июля 2012 года обслуживаемые акционерным обществом «Таллинский городской транспорт» (Tallinna Linnatranspordi AS, сокращённо TLT).
Рассчитывая на дотации Евросоюза, город планировал пустить линию скоростного трамвая из центра города по т. н. «Ласнамяэской канаве» (улице Лаагна). Существовали также планы привлечь к проекту Китай или власти Москвы. Дата запуска линий постоянно меняется, последний озвученный срок — развить 75 % планируемой системы в 2015 году, однако в начале 2020-х скоростного трамвая в Таллине так и не появилось.

## Тема «Ласнамяэ» в кино, музыке и литературе

Февраль 2024 года. Ласнамяэ реальный и Ласнамяэ, «разрушенный войной»

- 1986 — кинофильм «Радости среднего возраста» («Keskea rõõmud»), режиссёр Лембит Ульфсак, сценаристы Валентин Куйк, Андрей Дмитриев[50].

Сюжет: пятеро жителей Ласнамяэ убегают в южную Эстонию в поисках избавления от душевных и телесных недугов.
- 1988 — кинофильм «Я не приезжий, я здесь живу» («Ma pole turist, ma elan siin»), режиссёр Пеэтер Урбла, сценаристы Венно Кийс, Андрес Палин, Пеэтер Урбла; в главной роли Лембит Ульфсак[51].

Сюжет: таллинец в третьем поколении вынужден жить в котельной, потому что для него нет места даже в Ласнамяэ.
- 1988 — композитор популярной эстонской группы Vanemõde Ало Маттийзен сочинил патриотическую песню «Поднимемся в горы» (эст. Mingem üles mägedele), припев которой «Остановите Ласнамяэ!» стал одним из ключевых рефренов «Поющей революции»[52].
- 1999 — эстонский писатель Виллем Гросс написал роман «Вниз с Ласнамяэ» (эст. Lasnamäelt alla)[52].

Сюжет: история любви двух хороших молодых людей, которая заканчивается счастливо, как в сказке.
- 2007 — кинофильм «Осенний бал» (эст. «Sügisball»), режиссёр Вейко Ыунпуу, сценарист Вейко Ыунпуу (на основе романа Мати Унта «Осенний бал» (1979) о жителях Мустамяэ)[53].

Сюжет: в Ласнамяэ живут печальные и одинокие люди, затравленные безотчётным страхом перед родными местами. Дети не смеются, матери-одиночки ищут любовь из сериалов, богатые и успешные тоже несчастны. Фильм получил 14 наград на международных кинофестивалях.
- 2008 — роман Мари Саат «Ласнамяэский мессия» (эст. Lasnamäe lunastaja)[55] (премия фонда «Капитал культуры Эстонии» («Eesti Kultuurkapital»)[56], переведён на русский, финский и венгерский языки).

Сюжет: мать-одиночка ради благополучия своего ребёнка становится «женщиной лёгкого поведения».
- 2018 — телевидение Эстонии начало показ комедийного сериала о жителях района Ласнамяэ под названием «ЛаснаГорск» (сценарист Юрий Русин (автор ситкома «Последний из Магикян»), режиссёр Ирина Васильева (режиссёр ситкома «Папины дочки»))[57].

В 2020 году на экраны мира вышел фильм Кристофера Нолана «Довод», многие сцены которого снимались в 2019 году в Таллине и, в частности, на улице Лаагна.

## Галерея

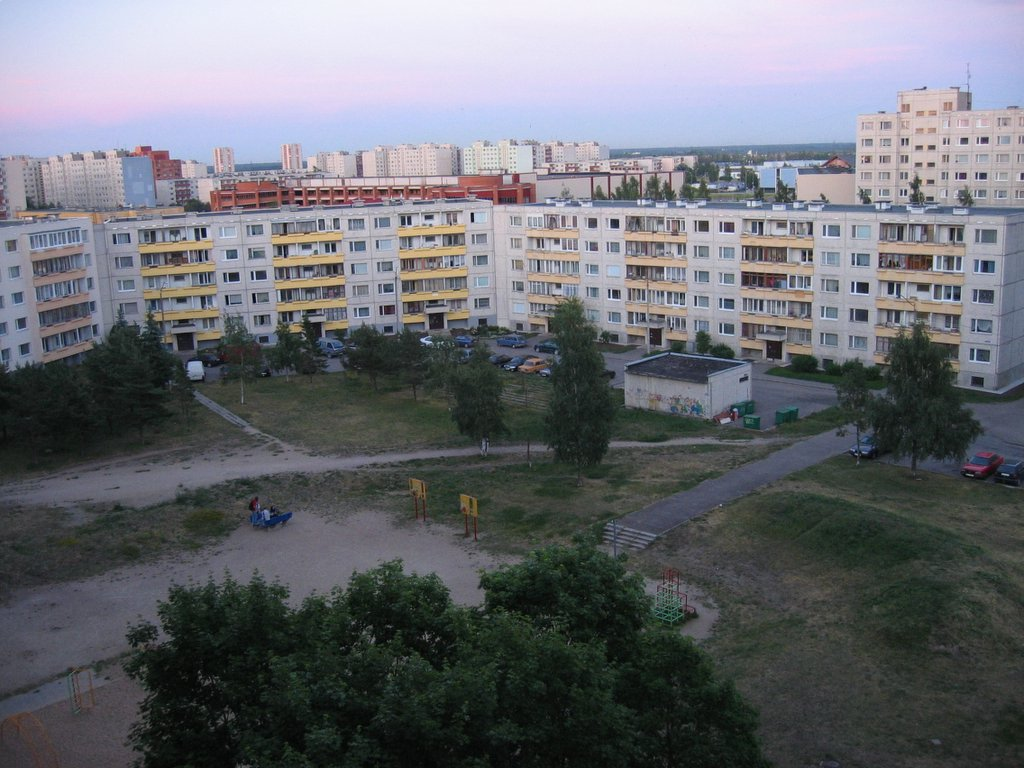
Типовые панельные дома в Ласнамяэ
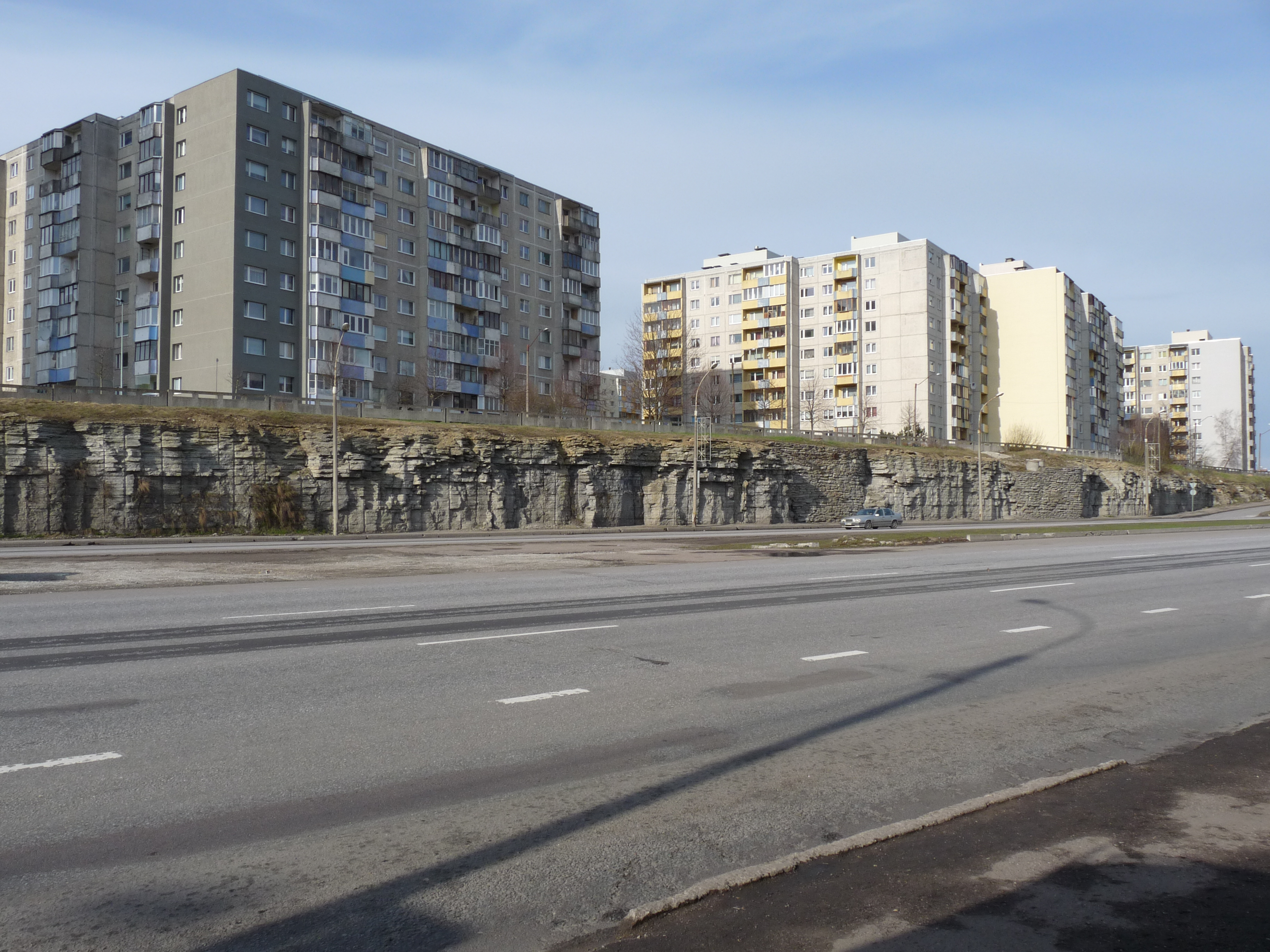
Жилые дома на улице Лаагна
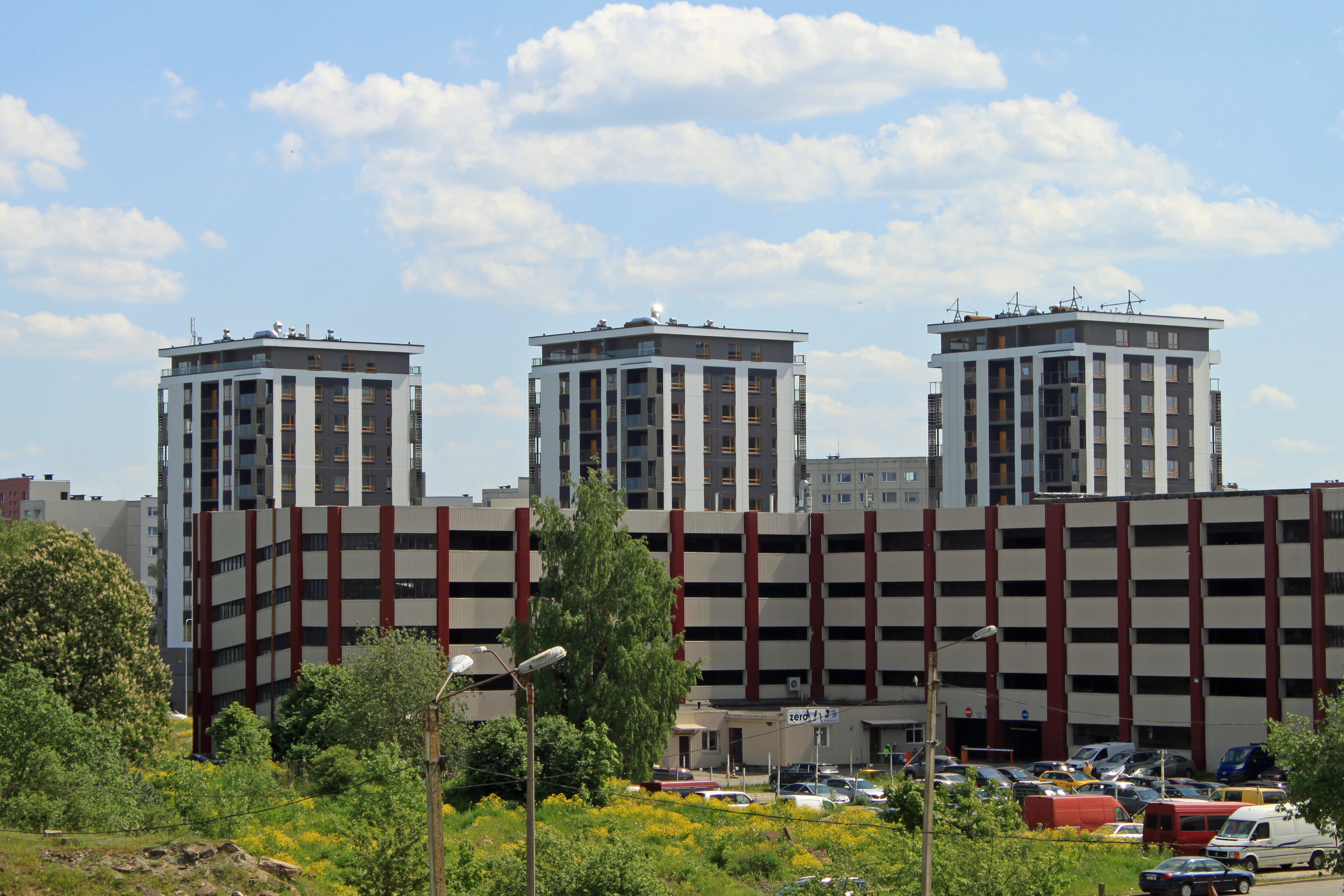
Гаражный комплекс и жилые дома «Башни Линнамяэ», улица Линнамяэ
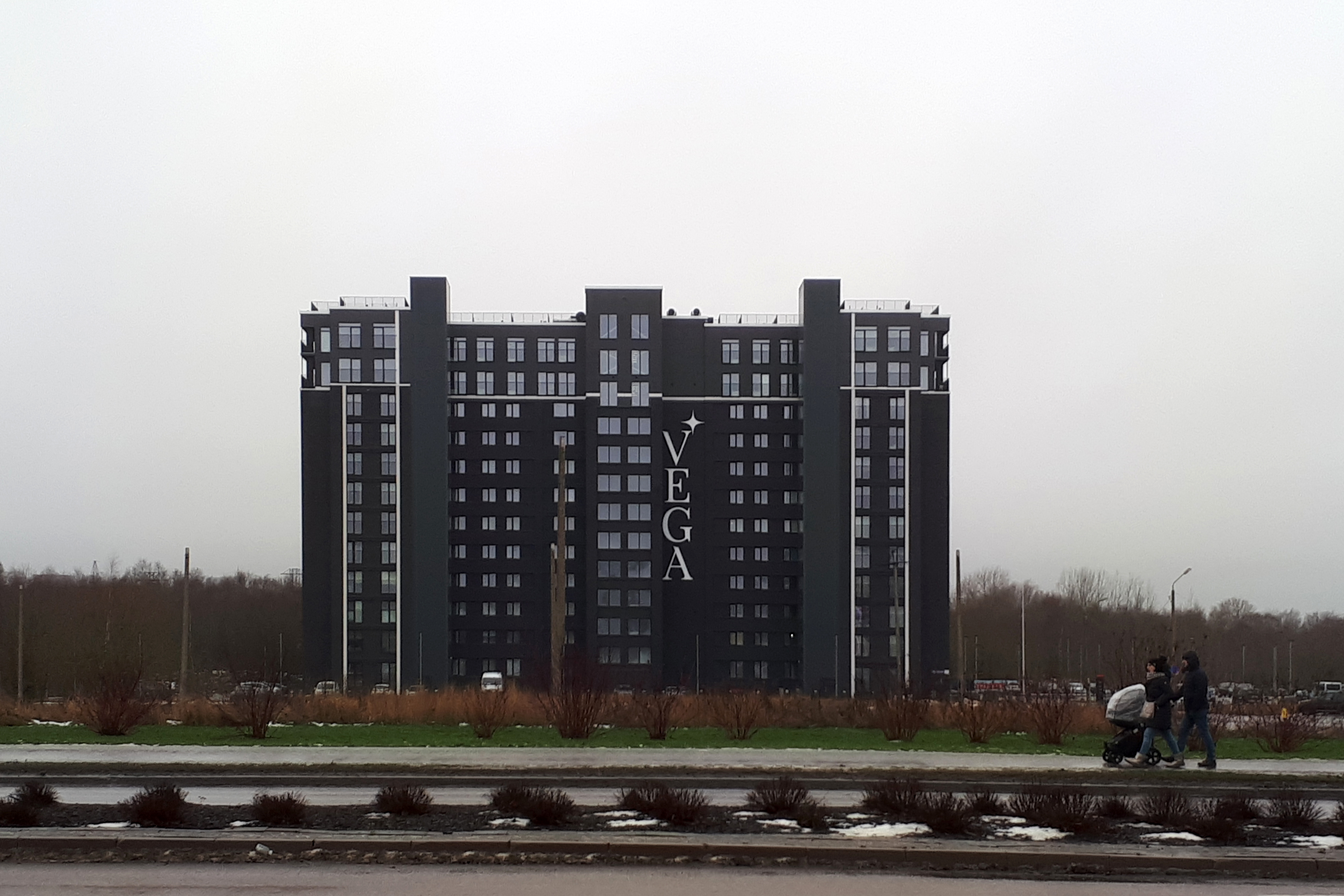
Жилой дом в бывшем здании Морской академии, улица Мустакиви
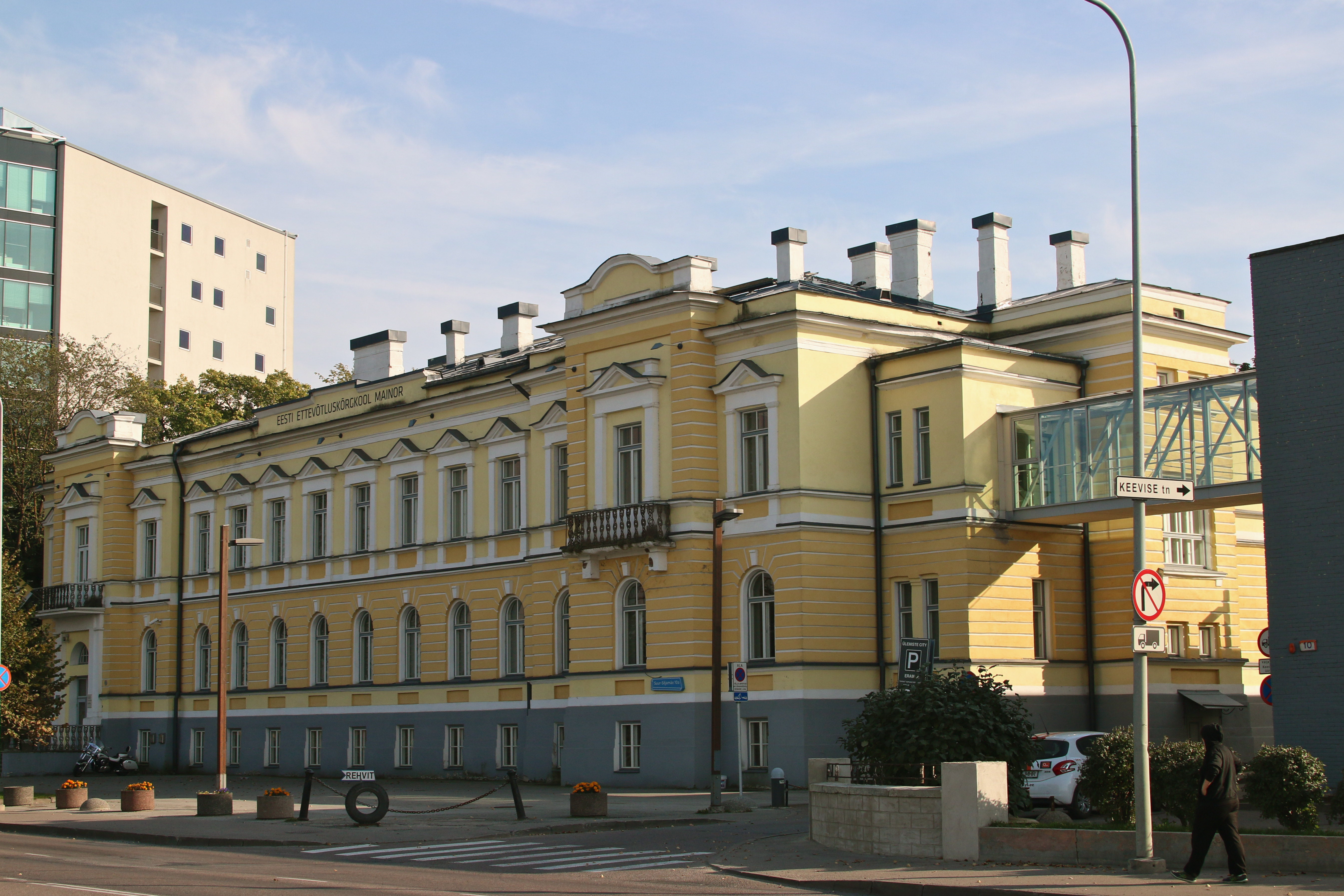
Здание бывшего завода «Двигатель» (памятник архитектуры)
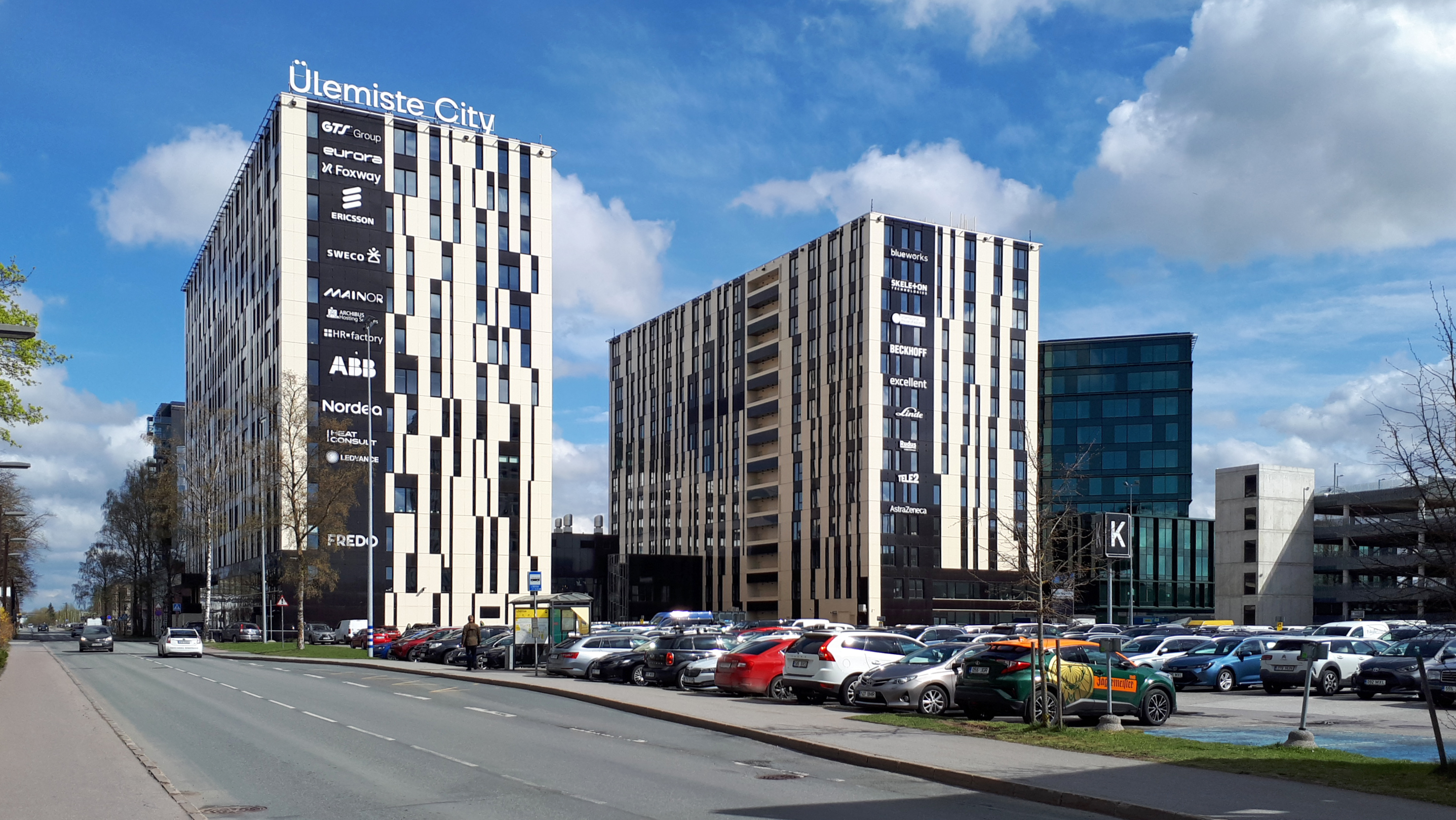
Здания квартала «Юлемисте Сити», улица Лыытса
Церковь иконы Божией Матери «Скоропослушница», бульвар Лоопеалсе 8
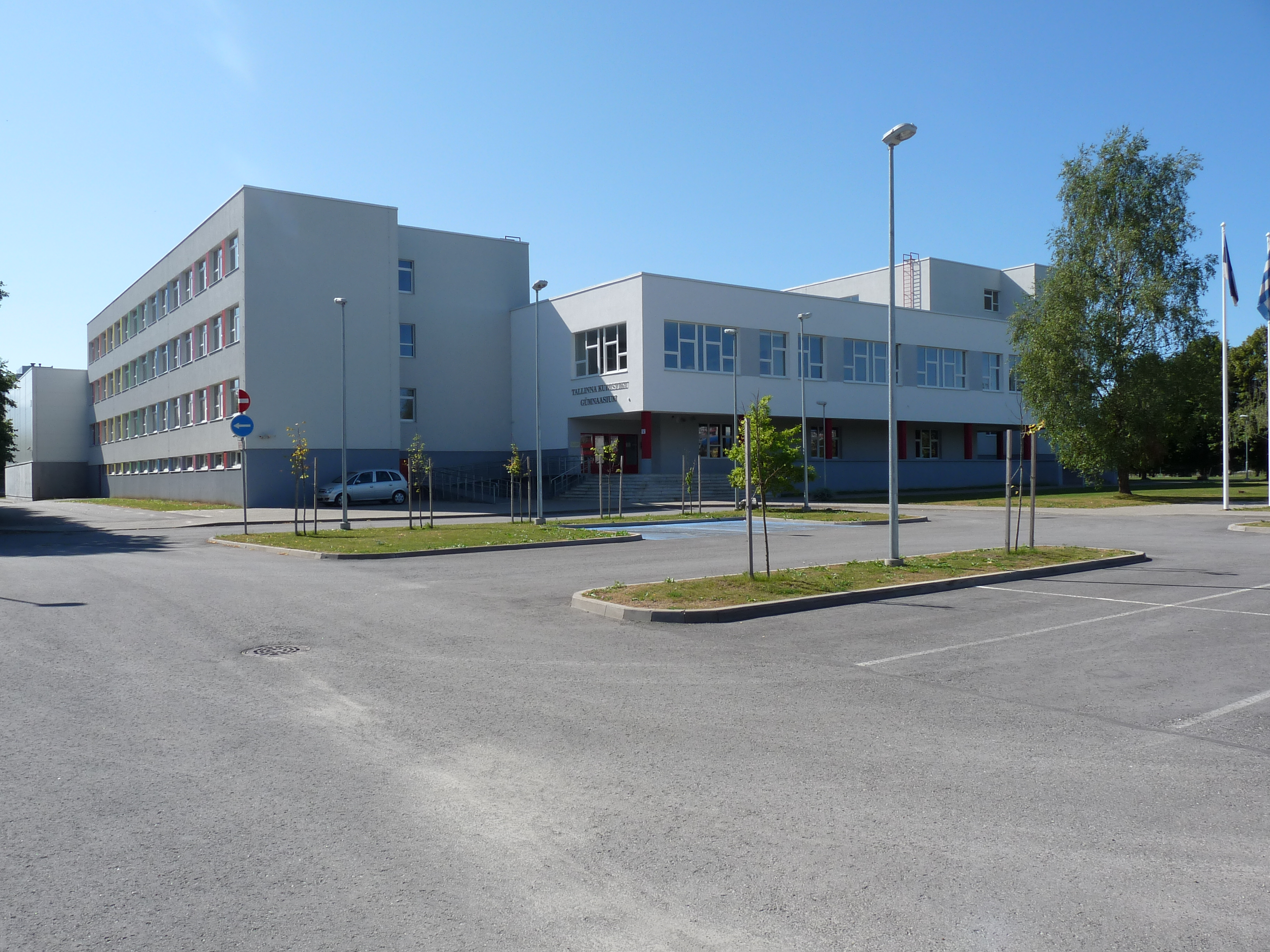
Таллинская гимназия Куристику, улица Кристьяна Кярбера 9
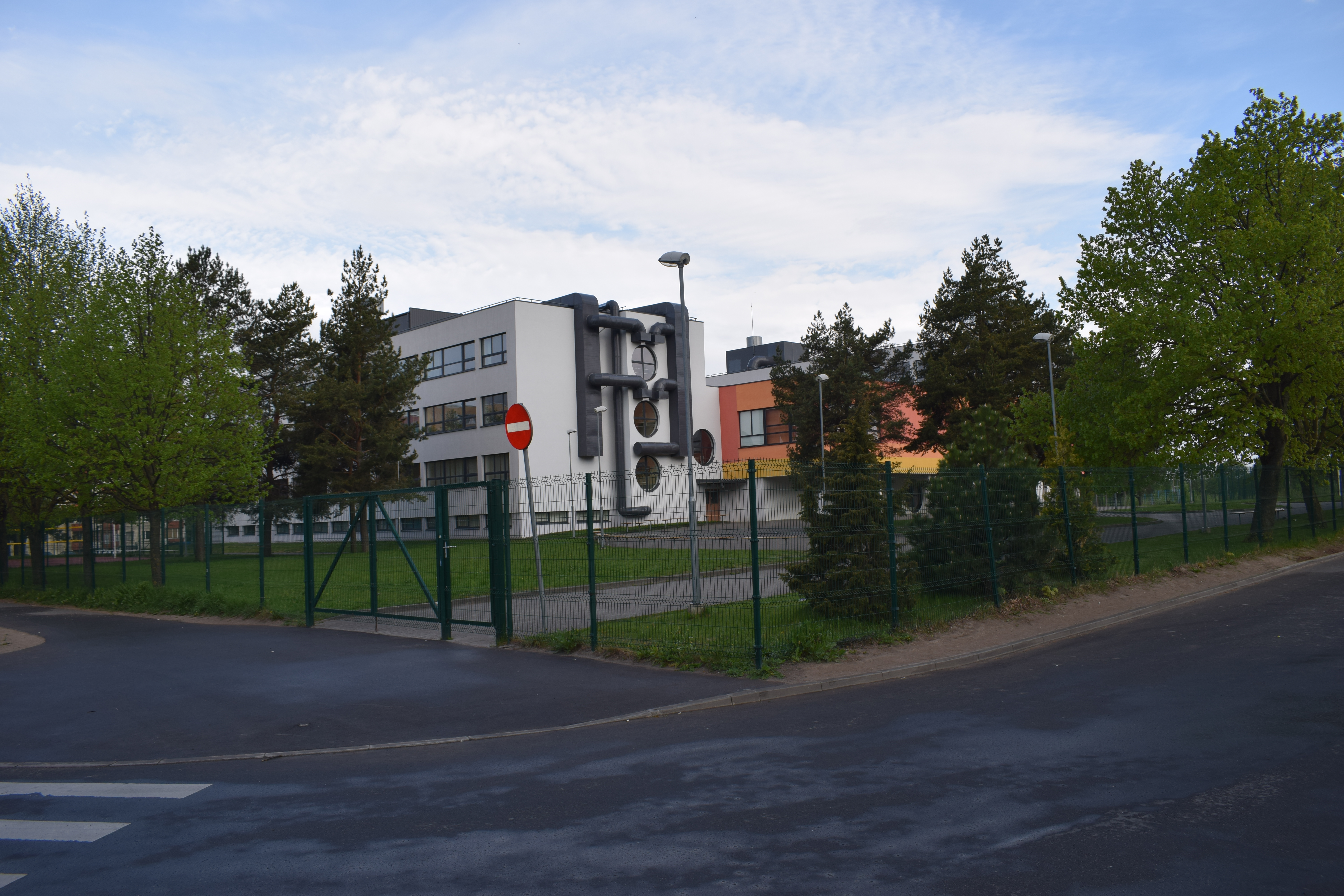
Ласнамяэская Русская гимназия (с 1.09.2025 гимназия Тяхесаю[59]), улица Яана Коорта 23
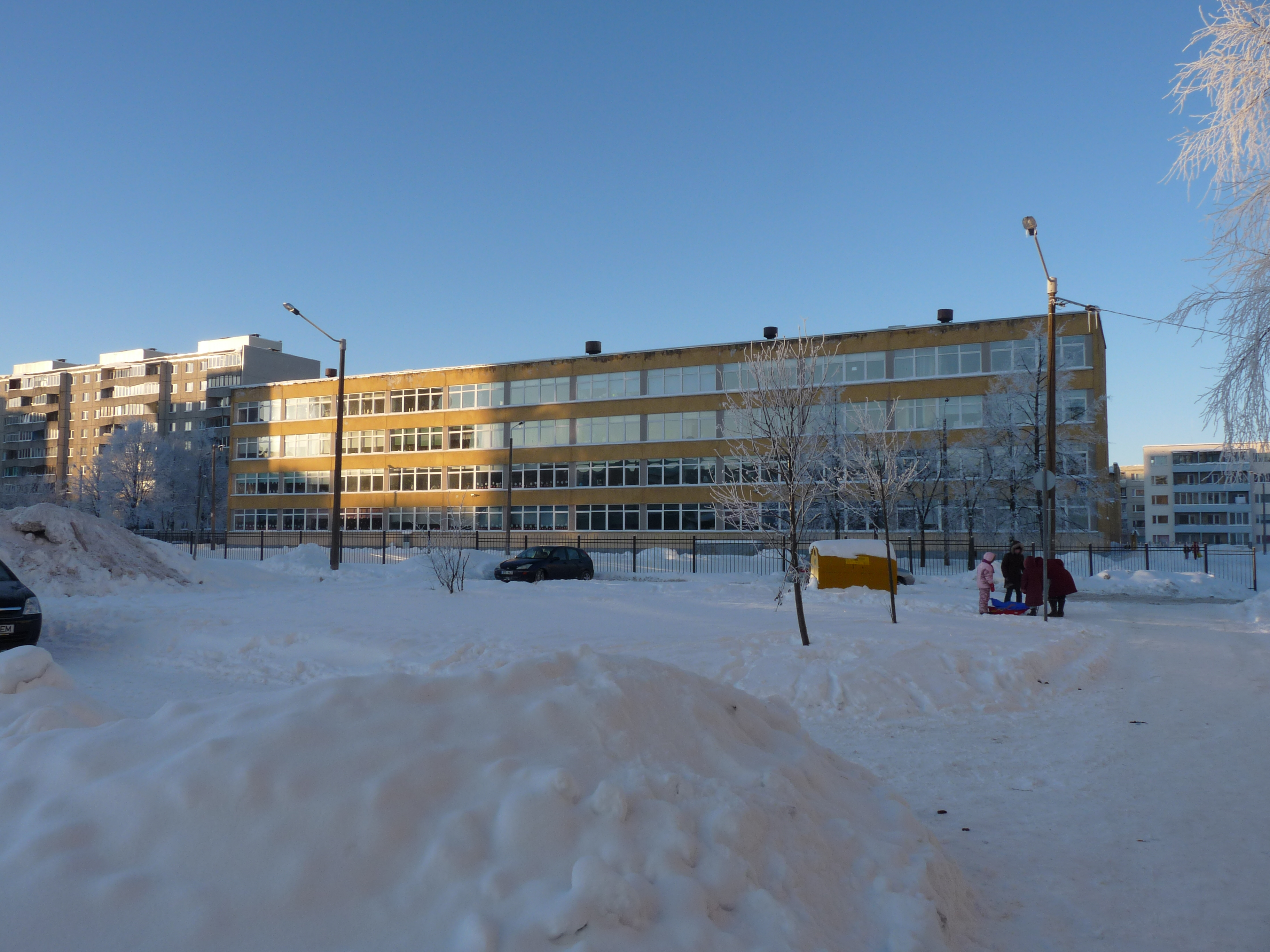
Гимназия Паэкааре (в ЭССР — средняя школа №12), улица Паэ 59
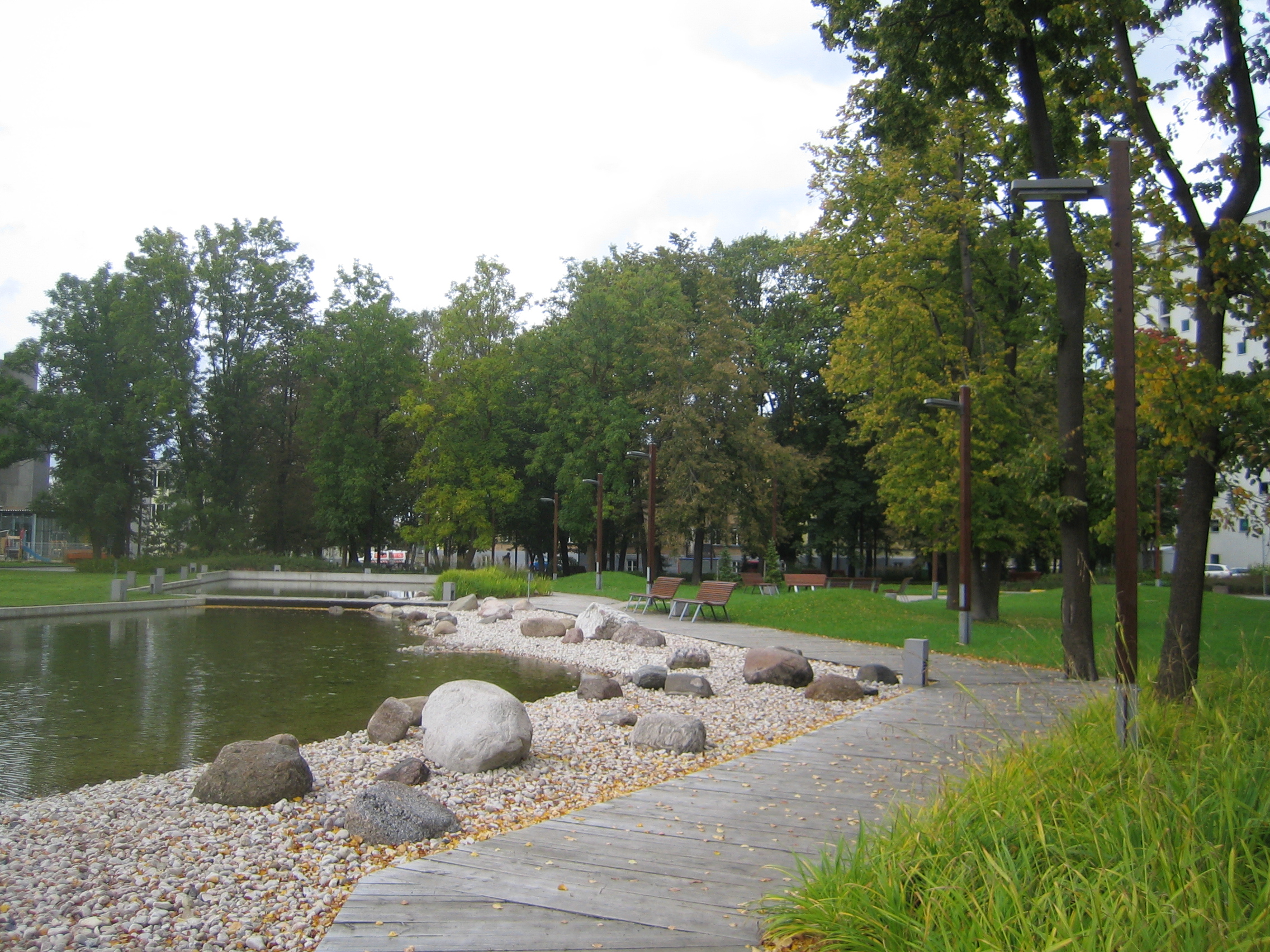
Парк на территории бывшего завода «Двигатель»
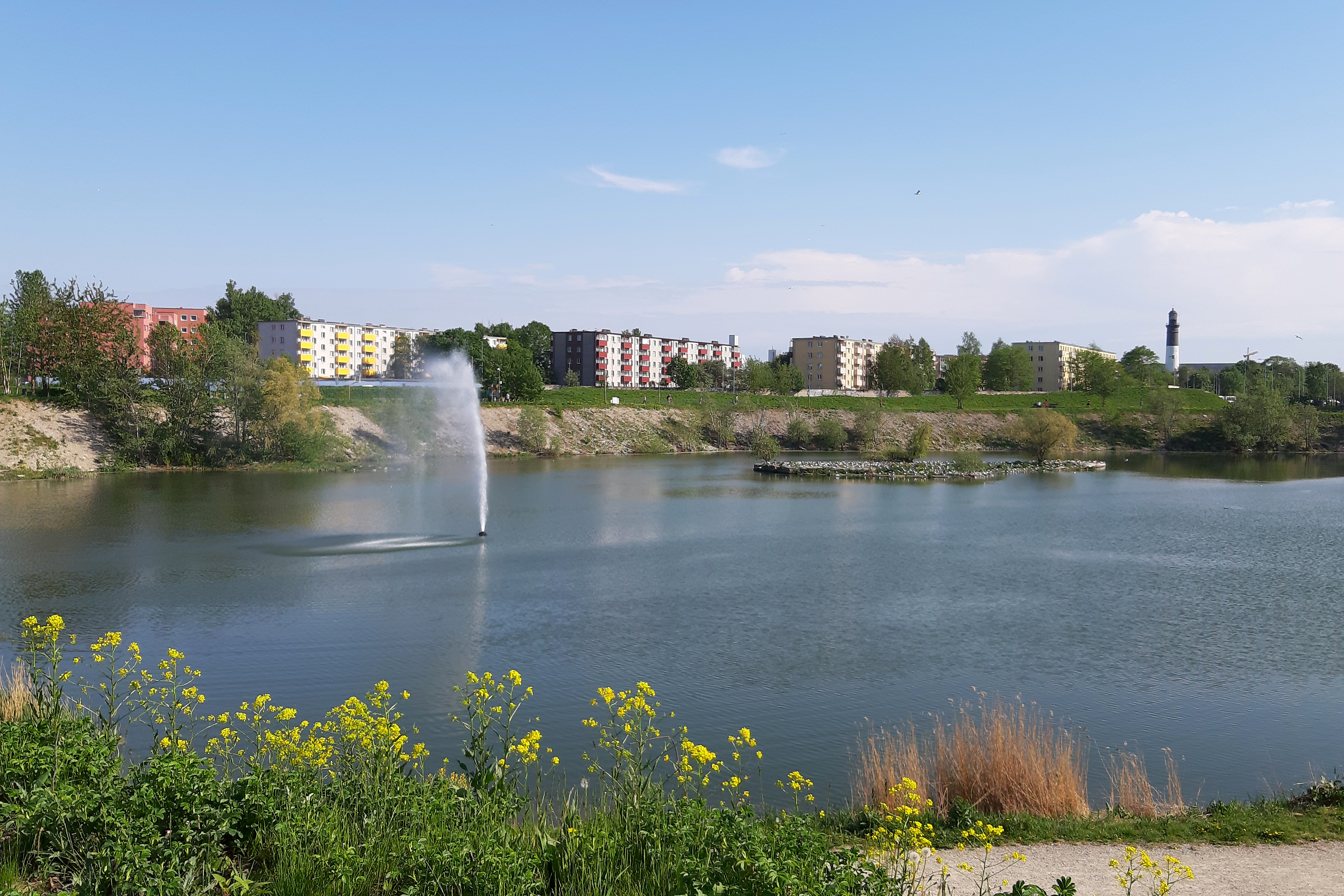
В парке Паэ
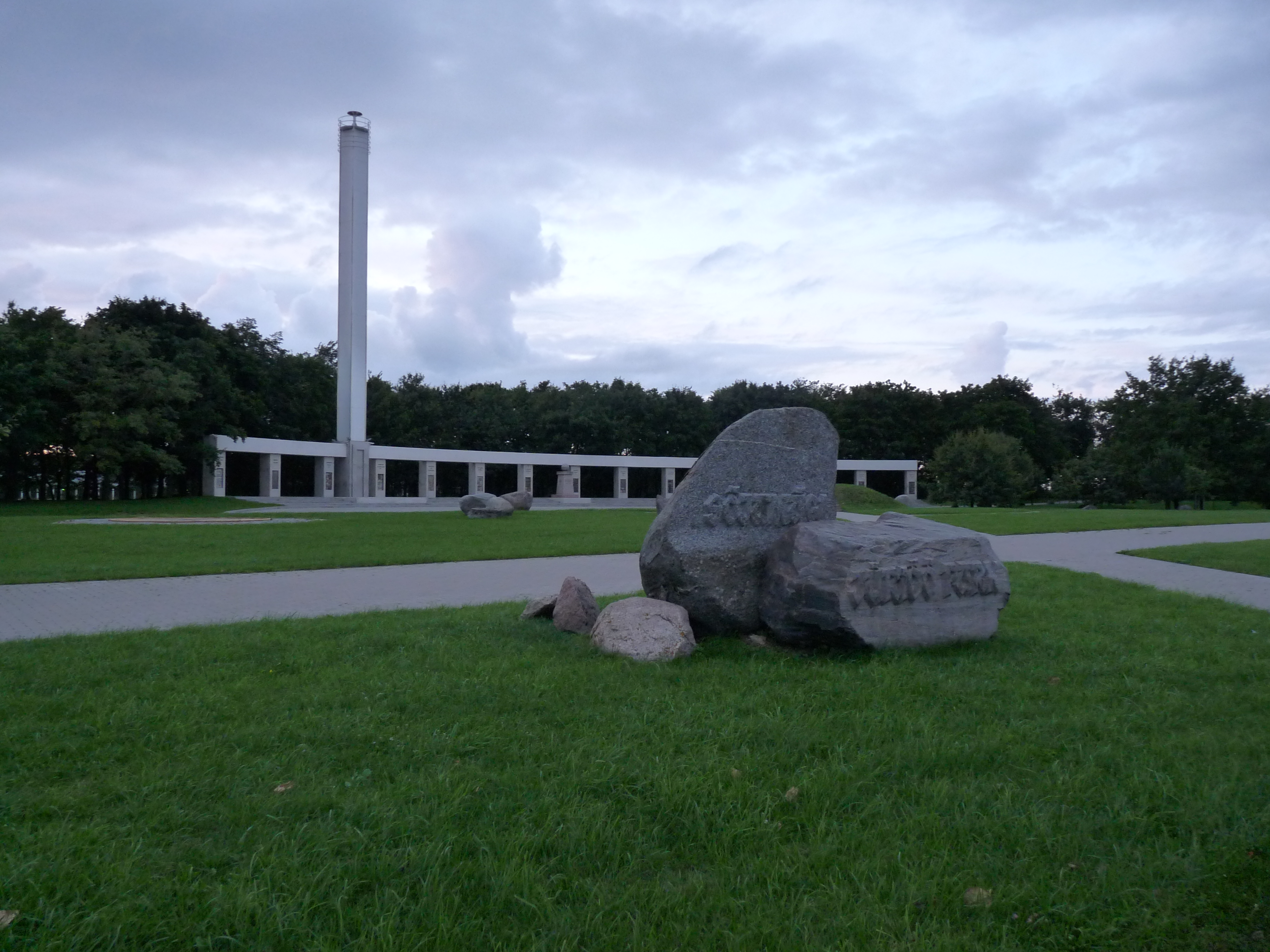
Парк Юрьевой ночи, Петербургское шоссе 59
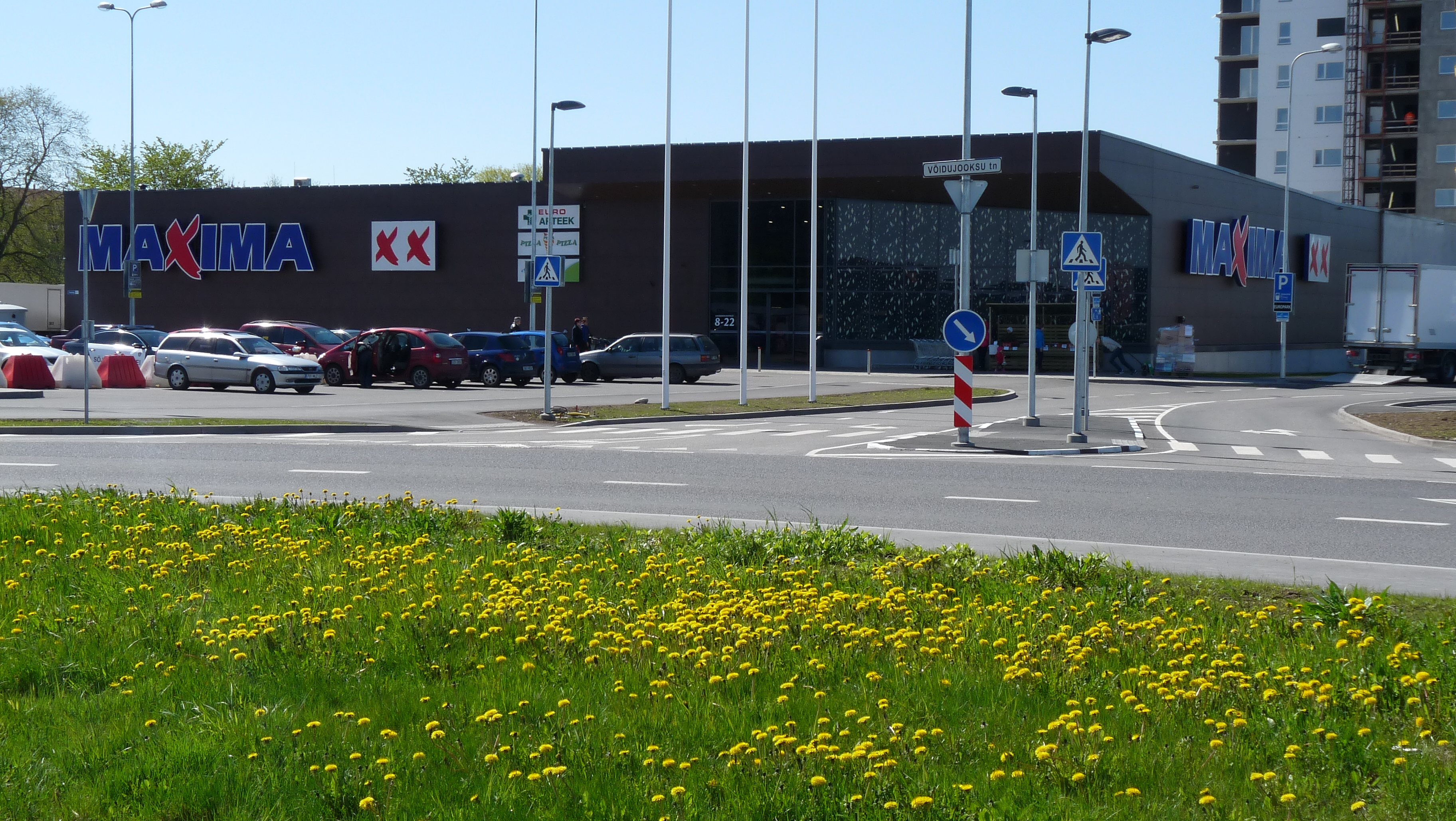
Магазин торговой сети «Maxima» на улице Выйдуйооксу
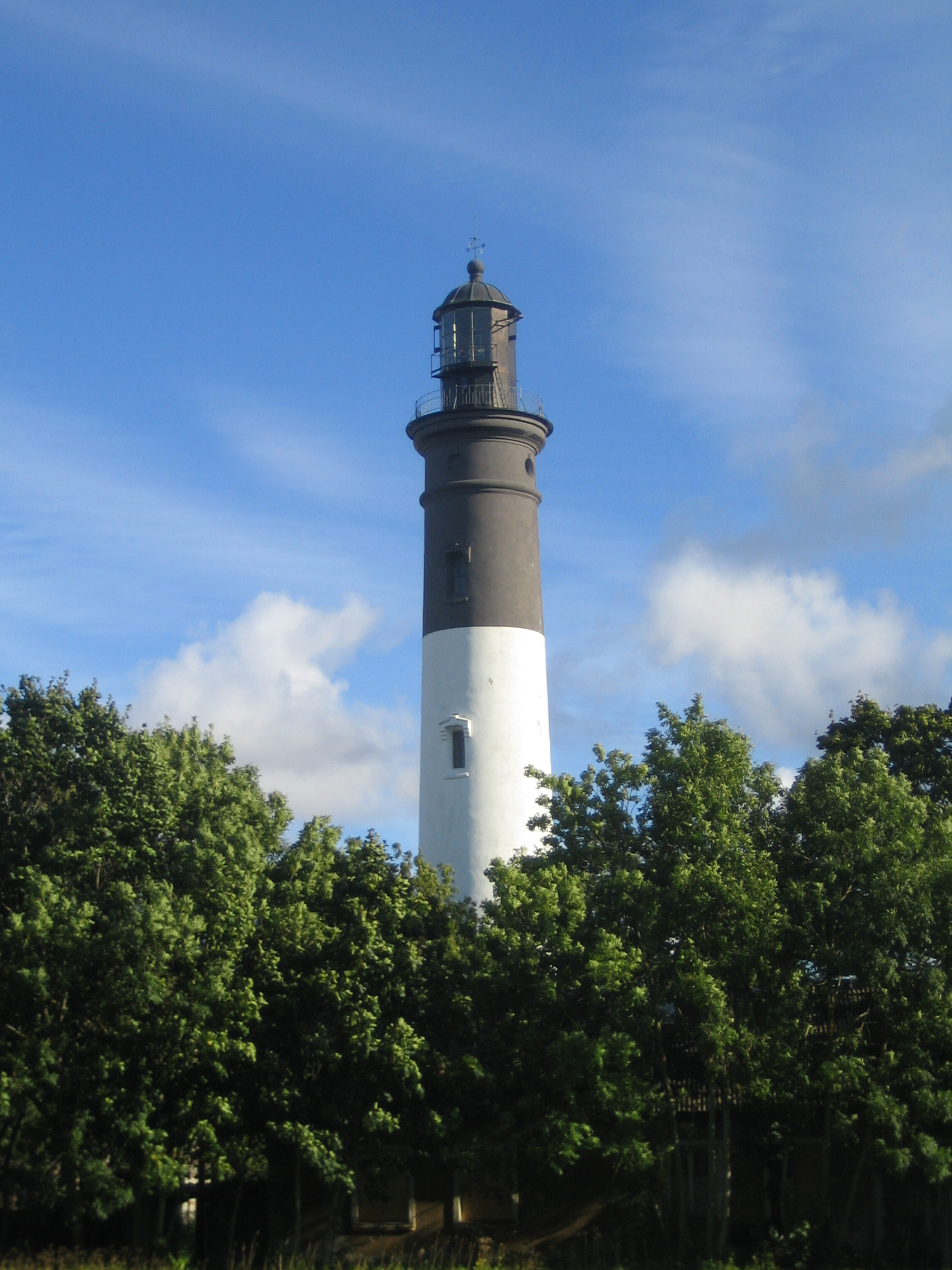
Южный маяк Таллина